# ノイルピーン
ノイルピーン (Neuruppin, ドイツ語発音: [n‿ɔʏʁʊˈpiːn]) は、ドイツ連邦共和国ブランデンブルク州の都市。オストプリーグニッツ＝ルピーン郡の郡庁所在地である。人口は約32,000人。なおノイルピン、ノイルッピンとも表記される。
この地に誕生した作家テオドール・フォンターネを記念し、1998年5月1日から都市名に「フォンターネシュタット (Fontanestadt, フォンターネ都市)」を添えている。ノイルピーンはブランデンブルク州「歴史的な中心部のある都市」作業部会の加盟都市であり、またフリードリヒ大王が即位前に軍務に就き、建築家カール・フリードリヒ・シンケルが誕生した地でもある。

## 地理
ノイルピーンはドイツで最大の面積をもつ都市の一つである。ベルリンから北約60kmに位置するオストプリーグニッツ＝ルピーン郡に位置する。南部はリーン川が川幅を増した部分、ルピーン湖の湖畔地区から成り立つ。その中には中心部であったノイルピーン地区とアルト＝ルピーン地区がある。北部ではルピーナー・シュヴァイツを経てキューリッツ＝ルピーン荒地にまで広がっている。なおキューリッツ＝ルピーン荒地はドイツ駐留ソ連軍集団の演習場として利用された。都市はルピーナー・ラント内に位置する。

## 都市構成
ノイルピーンには1993年の編入合併の結果、下記の地区、居住地区、住宅街が含まれる。
| 地区 | 居住地区・その他の住宅街 |
| --- | --- |
| - アルト・ルピーン - ブースコウ - グネーヴィコウ - ギューレン＝グリーニッケ (Gühlen-Glienicke) - カルヴェ (Karwe) - リヒテンベルク (Lichtenberg) - クランゲン - モルヒョウ - ノイルピーン（中心市街、正式な地区ではない） - ニートヴェルダー (Nietwerder) - ラーデンスレーベン (Radensleben) - シュテフィーン - ヴルコウ - ヴーテノウ | - 旧牧羊場 (Alte Schäferei) - ニートヴェルダー支集落 (Ausbau Nietwerder) - ヴルコウ支集落 (Ausbau Wulkow) - ベヒリーン - ビーネンヴァルデ (Binenwalde) - ビルケンホーフ (Birkenhof) - ボルテンミューレ (Boltenmühle) - ビュルガーヴェンデマルク (Bürgerwendemark) - ビュートウ (Bütow) - ディータースドルフ (Dietershof) - クラウスハイデ休暇公園 (Ferienpark Klausheide) - フリストウ (Fristow) - ゲンツローデ (Gentzrode) - ギルデンハル - ハイデハウス (Heidehaus) - ヘルマンスホーフ (Hermannshof) - クンスターシュプリング (Kunsterspring) - リーツェ (Lietze) - ムージカージードルング (Musikersiedlung, 音楽家宅地) - ノイグリーニケ (Neuglienicke) - ノイミューレ (Neumühle) - パープストトゥーム (Pabstthum) - クヴェステ (Quäste) - ラーデホルスト (Radehorst) - レーゲルスドルフ (Rägelsdorf) - ラインスベルク＝グリーニケ (Rheinsberg-Glienicke) - ローフヴィンケル (Roofwinkel) - ロットシュティール (Rottstiel) - ゼーホーフ (Seehof) - シュタインベルゲ - シュテンデニッツ (Stendenitz) - シュテフィーン山 (Stöffiner Berg) - トルノウ (Tornow) - トレスコウ (Treskow) - ツェルミュッツェル - ツィペルスフェルデ (Zippelsförde) |

## 歴史

### 大火以前（1787年まで）

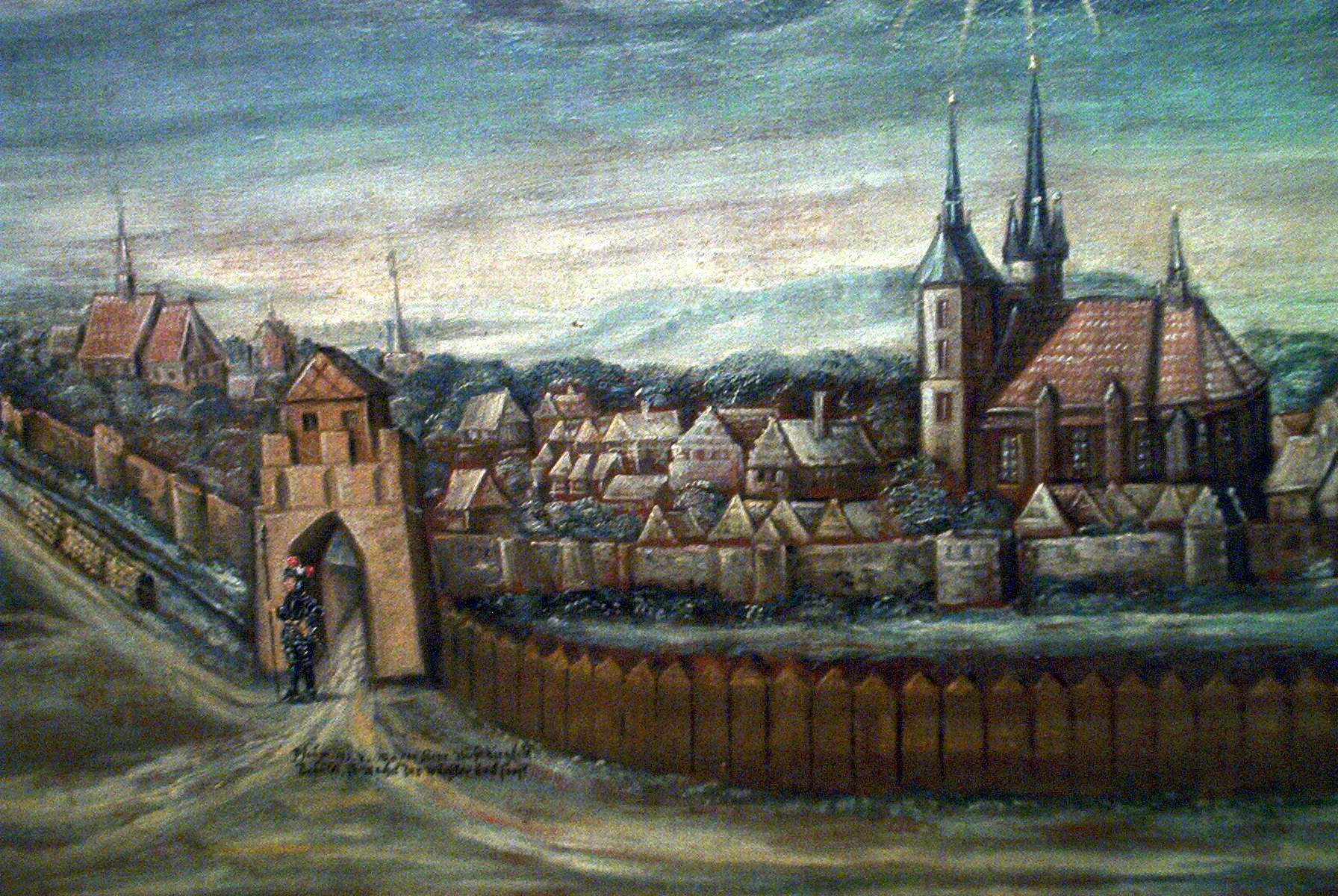
1694年頃のノイルピーン

この地の先史時代の集落形成については、中石器時代から初期青銅器時代を経て、当初はゲルマン人、後にスラヴ人集落があり、場所はルピーン湖畔の旧市街地域、「新市場 (Neuer Markt)」や周辺地域であった。スラヴ人時代後期、この地域には Zamcici 族が定住し、アルト・ルピーン南方に浮かぶ島、ポッゲンヴェルダー (Poggenwerder) の城塞に根拠地をおいた。1147年のヴェンド十字軍の後、アルブレヒト熊公らドイツ人領邦君主がこの地を征服すると、1214年からアルト＝ルピーンのアムツヴェルダー (Amtswerder) スラヴ人城址付近に、大規模な低地城塞、「プラーネンブルク (Planenburg)」が建設された。城塞の北側前面には市場集落 (Marktsiedlung) ができ、ニコライ教会 (Nikolaikirche) が建てられた。その東に隣接するリーン川対岸にできた「キーツ (Kietz, 地区)」がオルデン・ルピーン (Olden Ruppyn)、すなわちアルト・ルピーンである。
城塞の南西にも13世紀初頭からルピーン (Ruppin) という名をもつ集落が生まれた。これが今日のノイルピーンである。集落にはニコライ教会があり、芝生の共有地には街道市場 (Straßenmarkt) が設けられた。
その後当時のルピーン（現在のノイルピーン）は、リンドウ＝ルピーン家が計画的に新規建設した都市となった。
この伯爵家はアルンシュタイン家に連なる家系で、アルト・ルピーンを統治していた。最初の記録は1238年に遡る。当初は市場権による市場集落であったアルト・ルピーンは、1246年にこの地にドミニコ会の修道院が設立された頃には、今日のノイルピーンにまで広がっていたといわれている。修道院にとっては、エルベ川とオーダー川の間で初となる支部であった。初代修道院長はヴィヒマン・フォン・アルンシュタインであった。1256年3月9日にはギュンター・フォン・アルンシュタインによって、シュテンダール法 (Stendaler Stadtrecht) に基づく都市権を与えられた。13世紀には都市の要塞化が、防禦柵、防塁・環濠方式を用い進められ、後に城壁、防塁・環濠方式になった。24か所の城壁組込型の番屋 (Wiekhaus) と2本の高い塔で都市壁は強化された。加えて門が3か所に設けられた。北側にはアルトルピーン門/ラインスベルク門 (Altruppiner/Rheinsberger Tor)、南側にはベルリン門/ベヒリーン門 (Berliner/Bechliner Tor)、東側には湖門 (Seetor) であった。遅くとも15世紀頃には都市を取り巻く城壁が完成した。
ノイルピーンで最古の地域は細長い緑地帯、すなわち南北都市門間を並走する2本の道路に挟まれた部分であり、その南には最古の教会、聖ニコライ教会がある。ノイルピーンの目抜き通りは16世紀中頃から舗装されている。
ノイルピーンを北西から湖に向かって横切るのは、ルピーナー・メッシェ (Ruppiner Mesche) を起点とする堀、クラップグラーベン (Klappgraben) であり、雑用水の供給、また排水に用いられた。1537年には一部が埋められ、1787年の大火後はシンケル通り (Schinkelstraße) に運河として再整備された。
ノイルピーンは中世には北東ドイツの大規模都市の一つになっていた。この時代のものには、例えば都市壁の一部、聖三位一体修道院教会 (Klosterkirche St. Trinitatis, 1246年）の一部、聖ゲオルク礼拝堂 (St. Georgs-Kapelle, 1362年)、診療院 (Siechenhospital, 1490年) と1491年に落成した聖ラツァルス礼拝堂 (St.-Lazarus-Kapelle)、湖畔地区の遺構がある。中世の市街の範囲は、ほぼ正方形の約700メートル四方であったが、東の隅はひしゃげた形状であった。東側と南東側の境界はルピーン湖畔にあった。

平和条約を記念し選帝侯ヨアヒム1世は1512年、ノイルピーンで3日間にわたる馬上槍試合を開催した。これは
 当時、国中の話題をさらい、その見事なことといえば、いまだかつてベルリンにもシュプレー河畔のケルンにもなかったほどだった。
—テオドール・フォンターネ、『マルク・ブランデンブルク周遊記』－第1巻：ルピーン伯領－第9章 
リンドウ＝ルピーン伯爵家が断絶すると、1524年にノイルピーンは選帝侯ヨアヒム1世の封土となった。三十年戦争ではノイルピーンも大きな被害を受け、1685年以降はフランス人のユグノーが移住してきた。
宗教改革が進むと、修道院の領地は1540年頃には選帝侯の手に渡った。1564年、選帝侯は都市に修道院を寄贈した。この時代に起きたのが、修道院教会内に描かれる伝説である。小柄なハツカネズミが大柄なクマネズミを追い回すというもので、この教会が今後もルター派であり続けることを象徴的に暗示している。
記録に残るノイルピーン最古の学校は1365年のラテン語学校である。当時、非常に重要な教育機関であり、この地域にとどまらず広く知られていた。学校の歴史は1477年以来しっかりと記録が残されている。1777年にフィリップ・ユリウス・リーバーキューンとヨハン・シュトゥーフェが学校運営を引き継ぐと、ヨハン・ベルンハルト・バゼドウの意図するところ改革され、この地域にとどまらず、多くの人々から広く注目された。
1688年、ノイルピーンはブランデンブルクで初の衛戍都市の一つになった。かのフリードリヒ大王も王太子時代にこの地に滞在した。逃亡に失敗し、キュストリーン要塞に幽閉された後、1732年から1740年まで王太子歩兵連隊の主を務めた。なおベルンハルト・フェルトマン が都市の勤務医になったのはこの時代である。彼が残した参事会文書の写しには、歴史的に興味深い文書が含まれ、今日では都市初期の歴史にとって最重要な文献集となっている。原本は1787年の大火で焼失してしまったためである。都市の人口は当時は3,500人であったが、これに対して軍人および部隊所属の民間人は時に1,500人に上った。このような状況はドイツ駐留ソ連軍集団が撤退するまで続くことになる。
1740年からノイルピーンに工房を開いたオルガン製作者ゴットリープ・ショルツェは、なかでもラインスベルクのオルガンで名高い。

### 大火と再建（1787年-1803年）

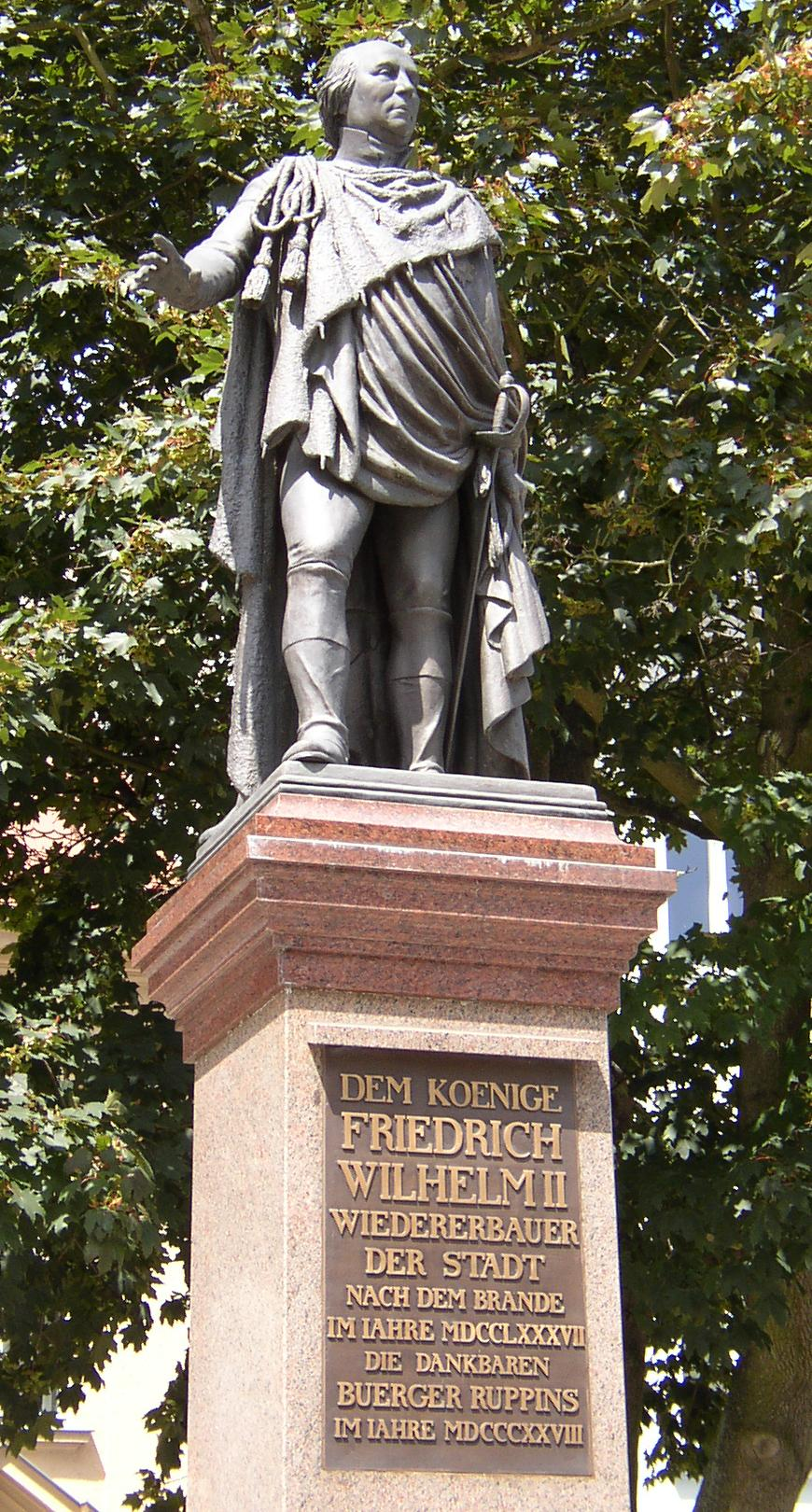
フリードリヒ・ヴィルヘルム2世の記念碑

都市発展で重要な転機となったのは、1787年8月26日、日曜日の大火であった。火元はベルリン門近くの納屋で、大量の穀物を保管していた。当日午後の出火後、火は瞬く間に燃え広がった。被害を免れたのは、東部・西部の端の2か所のみだった。被害は合計、市民家屋が401棟、別棟・後屋が159棟、家畜小屋が228棟、納屋が38棟、そして聖マリア教区教会 (Pfarrkirche St. Marien)、参事会館、改革派教会、王太子宮殿が失われた。死者は出なかった。被害金額はおよそ60万ターラーと算定された。火災保険から約22万ターラー、教会が集めた特別献金が6万ターラー、プロイセン王国政府は都市再建資金として13万ターラーを用立てた。プロイセンはその後数年間で合計100万ターラー以上を支出した。

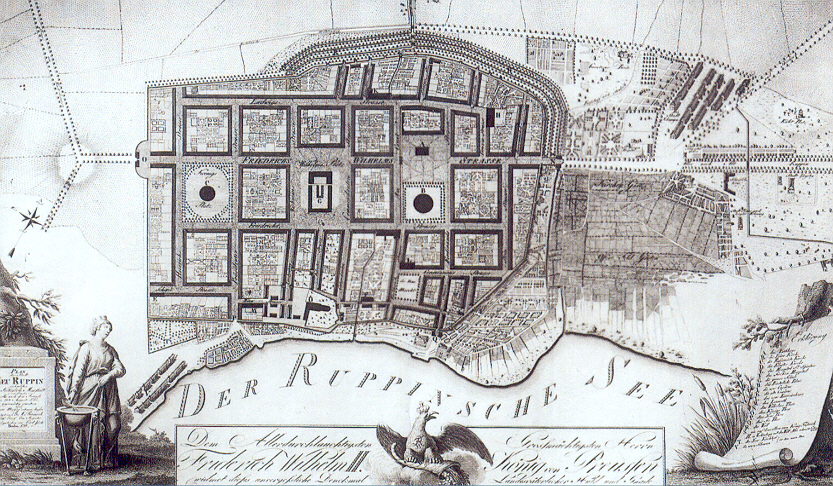
ノイルピーン都市計画、1789年、ベルンハルト・マティアス・ブラッシュ

1783年から既に都市建築局長 (Stadtbaudirektor) の任にあったベルンハルト・マティアス・ブラッシュ (Bernhard Mattias Brasch) は、再建委員会の裁量範囲を変更し、都市再建を監督した。再建には1788年から1803年までかかったが、総合計画どおりに実施された。ブラッシュの計画では、テンペルガルテン (Tempelgarten, 神殿庭園) と湖の間にある都市壁を取り除き、都市を46ヘクタールから約61ヘクタールに拡大することを企図していた。南北方向の2本の通りは近接していたため、1本の幹線道路（今日のカール＝マルクス通り）に集約された。こうして直交する街路網と、三階建てで通り抜け可能な家屋が立ち並ぶことになった。堂々たる広場に至る長大な広幅街路と初期新古典主義様式の家屋は、この時代の街のたたずまいの特徴である。この都市建築の改革原理は今日でもはっきりと見て取ることができる。こうして唯一無比の新古典主義様式の都市構成が誕生し、今日でも初期新古典主義の都市計画芸術の模範例となっている。再建が完了したのは1803年になってからであった。聖マリア教区教会（1801年から1806年にカール・ルートヴィヒ・エンゲルの参加を得て建設）の完成のみ、静力学上の問題から1806年までずれ込んだ。

### 再建から大合併まで（1804年-1993年）

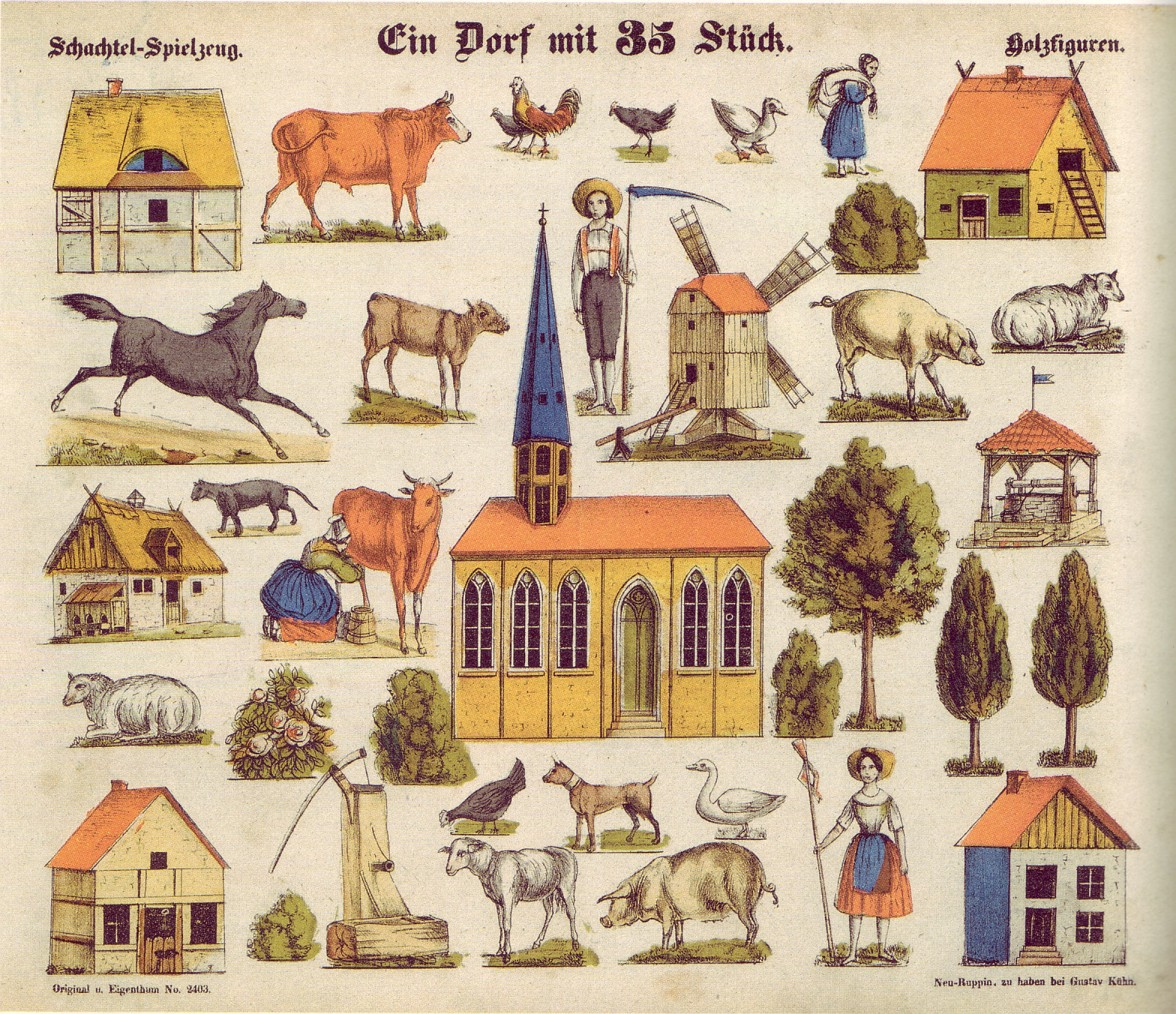
ノイルピーンのビルダーボーゲン（一枚絵）、手彩色、1850年

ヨハン・ベルンハルト・キューン (Johann Bernhard Kühn) が1750年にノイルピーンで始めたのが、ビルダーボーゲン (Bilderbogen, 一枚絵) の生産であった。テーマに沿った一枚刷り印刷物で、色付けは長年、手作業であった。息子のグスタフ・キューン（1794年-1868年）の時代には、一部では発行部数が年間300万部に達した（1870年-1871年の普仏戦争図案）。銘版には「ノイ＝ルピーン、グスタフ・キューン謹製 (Neu-Ruppin, zu haben bei Gustav Kühn)」とあり、世界中で有名になった。この他にもフィリップ・エーミクケおよびヘルマン・リームシュナイダー (Philipp Oehmigke und Hermann Riemschneider) とフリードリヒ・ヴィルヘルム・ベルゲマン (Friedrich Wilhelm Bergemann) がビルダーボーゲンを生産していた。これら3社は同業者が当時全ドイツで60社以上もある中、長く不動の地位を保った。
1877年、オルガン製作者のアルベルト・ホレンバッハ がノイルピーンに工房を構えた。彼の手がけたオルガンには、ベヒリーン、ブースコウ、カルヴェ、ニートヴェルダー、シュトルベックの各地区の教会、ノイルピーン旧市街の病院礼拝所 (Siechenhauskapelle) などがある。
1880年の後、ノイルピーンは鉄道支線網の中心地であり、1945年までルピーン鉄道株式会社の運営であった。鉄道網はフェーアベリーン-パウリーネンアウエ（1880年）、クレンメン-ベルリンとヴィットシュトック-マイエンブルク（1899年）、ノイシュタット-ヘルツベルク線 （1905年）が放射状に延びていた。
1893年には、中心市街地の南端に州立ノイルピーン癲狂院 (Landesirrenanstalt Neuruppin) が設立された。
1905年からノイルピーンでは消火器が生産されている。特にミニマックス社の消火器は、取り扱いが容易ですぐに広まった。
第一次世界大戦中、一個飛行中隊がノイルピーンに駐屯し、飛行場が建設された。
1921年、建築家兼住宅地設計専門家ゲオルク・ハイアー(1880年-1944年) がギルデンハル 地区にフライラントジードルング (Freilandsiedlung, 「緑野の住宅地」) を建設した。その目的は芸術家や美術工芸家が共に住まい、共に働くべく集い、日常用品を誰もが手にできる価格の美術工芸品として共に創作、生産するためであった。著名な芸術家や美術工芸家が集まり、1929年まで存続した。

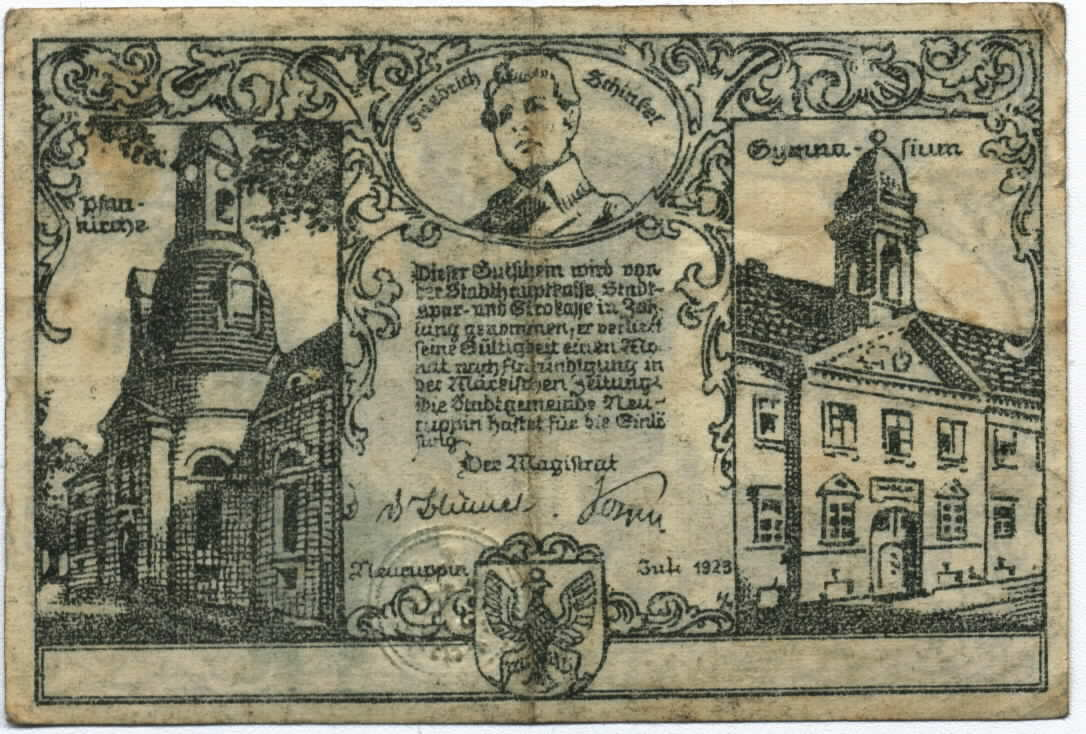
ノイルピーンの緊急通貨、都市が図案、1923年

1926年には鉄道築堤に並行し、ルピーン湖を渡る道路が完成した。こうして「ギルデンハル」と「コロニー・ヴーテノウ (Kolonie Wuthenow)」の両住宅地はノイルピーンと直接結ばれた。1929年、両住宅地はノイルピーンに編入された。また前年の1928年には「トレスコウ領地区域」(Gutsbezirk Tresckow) が編入されていた。
ナチ党の権力掌握後の1933年6月、政敵とされた80人以上もの人々、とりわけ社会民主党員、ユダヤ人、共産党員が、ナチ党突撃隊の運営する暫定収容施設に連行された。この建物は操業停止となっていた醸造所で、アルトルピーナー・アレー (Altruppiner Allee) にあった。囚人の多くが突撃隊員から拷問、または虐待を受けた。なお犠牲者を追憶するため、ソ連軍占領時代の1947年に記念碑が、また後の1981年には東ドイツ支配政党、社会主義統一党地区指導部の指令により一連の彫像が作られた。なお彫像が立つのは学校広場 (Schulplatz) で、以前の追悼碑を建て替えたものである。
1934年、軍のノイルピーン飛行場は「ノイルピーン飛行学校 (Fliegerschule Neuruppin)」として復活した。
ユダヤ系市民は約90名がナチス時代に迫害、追放、殺害された。1824年に開設したユダヤ人墓地、旧墓地 (Alter Friedhof) は、それにもかかわらず寛大に扱われた。墓碑は破壊を免れ、ドイツ国防軍の当時の連隊長パウル・フォン・ハーゼの命により、新墓地（プロテスタント墓地）に移された。2003年11月17日にストルパーシュタイン（つまずきの石）が中心市街地とアルト＝ルピーンに置かれ、殺害されたユダヤ人市民を追憶している。
ナチス・ドイツのいわゆる安楽死措置、T4作戦に際し、州立ノイルピーン癲狂院はブランデンブルク殺害施設やベルンブルク殺害施設への中継施設となった。そのため患者数は1937年1月1日の1,971名から、1940年4月1日には4,197名に増加した。1941年には定員1,797名に対し、患者は1,147名であった。1943年、患者の大部分は、非空襲地域で病床確保を図るブラント作戦のため他施設に移送された。病院の一部は予備軍病院として使用された。1945年以降、施設の一部は地区病院となった。2004年9月20日にルピーン総合病院 (Ruppiner Kliniken) の敷地に、つまずきの石が6つ設置され、旧州立癲狂院の「安楽死」犠牲者を象徴している。
1945年5月1日にソ連赤軍はノイルピーンに達し、対岸から街に向け砲撃を準備していた。しかし幸い何者かが修道院教会の塔に白旗を掲げ、そして教区教会もこれに倣った。こうして都市は破壊を免れた。
ドイツ駐留ソ連軍集団は中心市街地のすぐ北の軍飛行場を使用し、市内に大きな騒音公害をもたらした。1989年には市民が大規模なデモを行い、飛行場を閉鎖する代わりにヴィットシュトック演習場を存続するという計画に抗議した。
1950年頃まで中心部には「新劇場 (Die neue Bühne)」 という劇場があった。州ドイツ民衆劇場連盟 (Landesverband der Deutschen Volksbühne) が運営し、最高で95名が従事していた。
1951年、ノイルピーンに電気物理製作所 (Elektro-Physikalischen Werkstätten) が設立され、電子部品を生産した。これらは1970年から電気物理工業 (Elektro-Physikalische Werke, EPW) として東ドイツ最大のプリント基板生産工場となり、従業員は3,500名にまで増大した。
1952年、ノイルピーンは東ドイツ政府の郡域改革により、ポツダム県ノイルピーン郡の郡庁所在地になった。
1990年にブランデンブルク州が新設されると、ノイルピーン郡は当面存続することとされた。

### 1993年大合併後のノイルピーン
個々の編入地区の歴史は個別記事を参照。本節では都市全体、特に中心部の歴史のみを扱う。

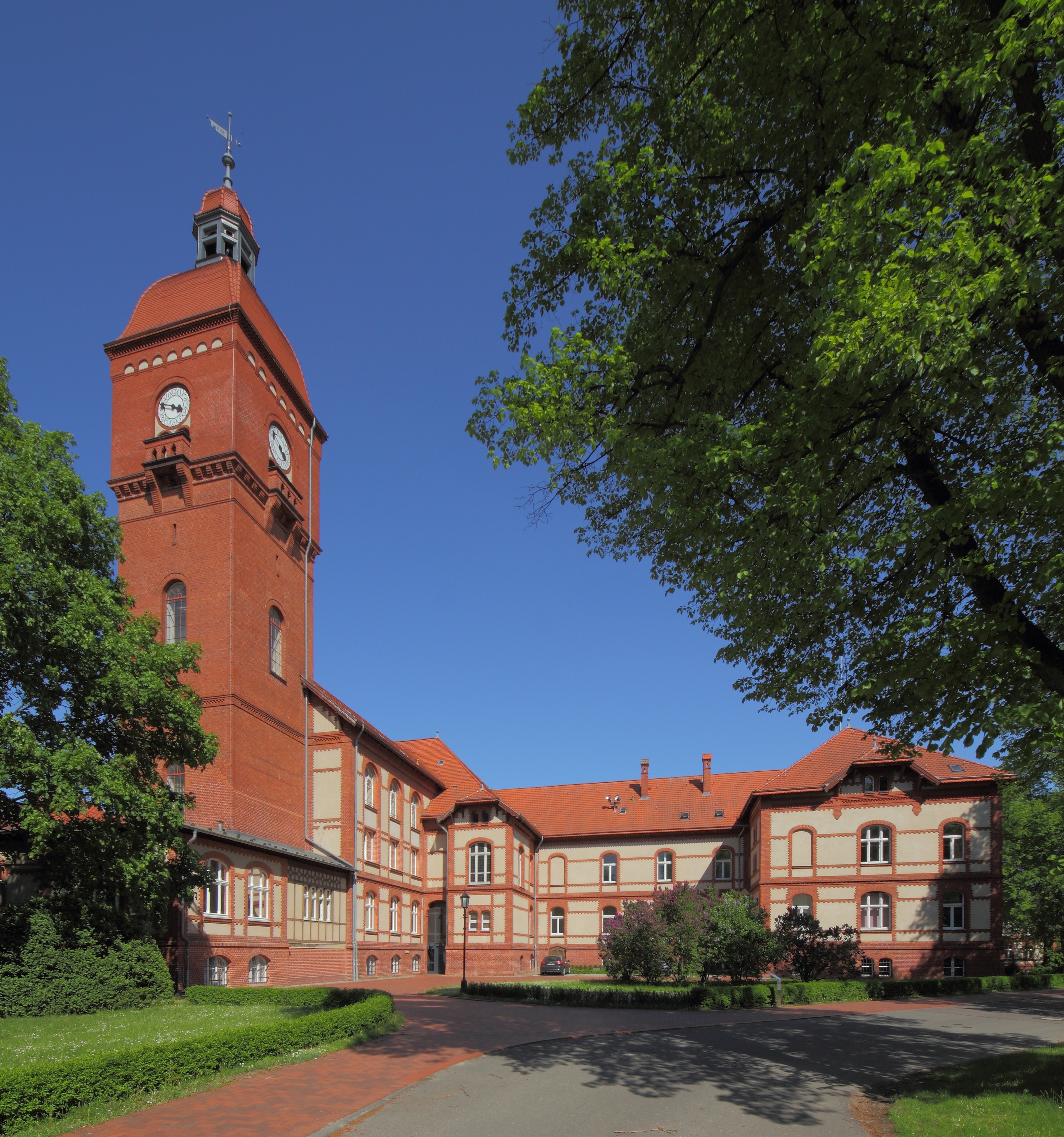
ルピーン総合病院 (Ruppiner Kliniken) 1号館

郡の再編が1993年12月6日に実施され、ノイルピーン郡は新設のオストプリーグニッツ＝ルピーン郡に吸収された。同日ノイルピーンは都市アルト・ルピーン、また自治体であるブースコウ、グネーヴィコウ、ギューレン＝グリーニッケ、カルヴェ、クランゲン、リヒテンベルク、モルヒョウ、ニートヴェルダー、ラーデンスレーベン、シュテフィーン、ヴルコウ、ヴーテノウを合併し、大幅に拡大した。
1991年までノイルピーンにはソ連軍第12戦車師団が駐屯していた。兵舎は後に2000年のハノーファー万国博覧会の外部プロジェクトとして住宅に改装された。飛行場の一部はグライダー滑空場として利用されている。
1996年には当時の州立ノイルピーン総合病院 (Landesklinik Neuruppin) と地区病院であるルピーン病院 (Ruppiner Krankenhaus) が共に、オストプリーグニッツ＝ルピーン郡によるルピーン総合病院有限会社 (Ruppiner Kliniken GmbH) に移管された。ルピーン総合病院は地域最大の雇用主の一つである。
福音派のルピーン教区とヴィットシュトック/ドッセ教区が1998年に合併すると、ノイルピーン教会地区長は廃止され、ヴィットシュトック/ドッセが担当している。
2001年1月1日に検察は、東ドイツ不法行為対策部および地区刑事部 (Abteilung für DDR-Unrecht und Bezirkskriminalität) を改組し、汚職特別捜査部 (Schwerpunktstaatsanwaltschaft für Korruption) を設置し、ブランデンブルク州全体の汚職事件を担当している。
2002年9月7日、第7回「ブランデンブルクの日 (Brandenburgtag)」が約23万の訪問者を集め開催された。ザクセン州を襲った2002年エルベ川洪水に際し、数多くのアーティスト、ウード・リンデンベルクやゲルハルト・シェーネらが被災者のために報酬を寄付した。
2009年5月、ルピーン湖畔の開発区域の地下水が有機ハロゲン化合物で汚染されていたことが初めて公表された。管轄の環境当局であるオストプリーグニッツ＝ルピーン郡が認めたことだが、この環境汚染は以前にも別件の建設計画時で検出され、1999年から既知の事実であったという。
ノイルピーン塩化物泉温泉 (Thermalsole Neuruppin) はヨウ素を含み、2011年5月12日に療養泉 (Heilquelle) として国家から認定を受けた。これはブランデンブルク州内で初の認定であった。
塩化物泉温泉は、旧市街近くのフォンターネ・テルメ (Fontane-Therme) で健康促進に、また暖房に利用されている。

#### テオドール・フォンターネの顕彰と記念
1994年、テオドール・フォンターネ生誕175周年を記念し、ノイルピーン・フォンターネ賞 が創設された。
1998年にノイルピーンは、テオドール・フォンターネ没後100周年を記念し「フォンターネ年 (Fontanejahr)」を開催し、州全体で約200件の催事を挙行した。この企画を創設したノイルピーンは、「フォンターネシュタット (Fontanestadt)」を都市名に添えることになった。
2010年から2年ごとに五旬節の期間中、フォンターネ記念祭を開催している。

#### 汚職対策
2004年以来、ノイルピーンは汚職事件や縁故癒着で紙面を賑わせてきた。こういった地方政治の不祥事が重なり、事件の検証が進むと、人々からは「マルク地方のパレルモ (Märkisches Palermo)」、「小パレルモ (Klein Palermo)」、果ては汚職 (= Korruption) と掛けた「コルピーン (Korruppin)」などと揶揄された。
オーラフ・カームラート (Olaf Kamrath) 元市議会議員 (CDU) は、2006年にXYギャングの「ヘッド」として特に組織的薬物犯罪の廉で長期の懲役刑判決を受け、確定した。
ラインハルト・ゾンマーフェルト (Reinhard Sommerfeld) 元市議会議員（ノイルピーン市民運動、Neuruppiner Initiative）は、現在まででドイツで唯一、代議士贈収賄罪で有罪が確定した代議士である。
オットー・テール元州議会議員 (Die Linke) は2008年5月15日、市長在任中の不当利得の廉で懲役9か月の執行猶予付き判決を受けた。判決後、州議会議員を辞職した。
2008年9月にはオストプリーグニッツ＝ルピーン貯蓄銀行の前最高経営責任者ヨーゼフ・マルクホフ (Josef Marckhoff) を解任した。理由は、自分の60歳の誕生日パーティーに銀行から5万5,000ユーロを支出させたためであった。なおこの日は銀行創設160周年記念日でもあった。
ノイルピーン都市施設局の元理事長ディートマール・レンツ (Dietmar Lenz) は、監査会を通さず50万ユーロ以上をスポーツ団体MSVノイルピーン支援のため支出したとの批判を受け、2009年3月19日に重大な背任行為と不当利得の廉で自由刑2年の執行猶予付き判決を受けたが、同年末に自殺した。ここで市民運動が結成され、有罪判決を受けたオットー・テールとラインハルト・ゾンマーフェルトの支援を受け、イェンス＝ペーター・ゴルデ市長の解任を求める活動を始めた。市民運動「このままじゃダメだ！(Kein weiter so!)」はゴルデを指導力不足、選挙公約不履行、都市の雇用を危険にさらしたとして非難した。しかし2010年2月に解任請求は不成立となった。必要票数、5,300票に対し、主催者側発表で5,079票しか得票できなかったためである。

#### 「ノイルピーンはこれからもカラフル (Neuruppin bleibt bunt)」
2007年9月1日に極右団体がノイルピーンの中心部でデモを計画すると、これに先立ち超党派の行動連合「ノイルピーンはこれからもカラフル (Neuruppin bleibt bunt)」が結成され、対抗企画を組織し約1,000名の参加者があった。極右団体が再びデモを計画すると、2009年9月5日に行動連合の企画で、一連の市民的勇気活動がデモの経路に沿って行われた。2010年3月27日に「ノイルピーンはこれからもカラフル」は、極右団体「ノイルピーン自由勢力 (Freie Kräfte Neuruppin)」が350人でデモ行進に出ると、民主祭り「とっておきの民主主義 (Demokratie im Quadrat)」を組織し、2,000名が参加した。2011年6月6日に活動連合の業績に対し、「勇気と理解のためのきずな (Band für Mut und Verständigung)」賞を受賞した。2011年11月、「ノイルピーンはこれからもカラフル」が市の意思に反し抗議する中、極右政党ドイツ国家民主党の党大会がノイルピーンで開催された。

## 政治

### 人口動態
- 1875年からの人口動態（領域は今日のもの）
- 人口動態予測
- 年齢構成予測

詳細なデータ出典は、Wikimedia Commons。

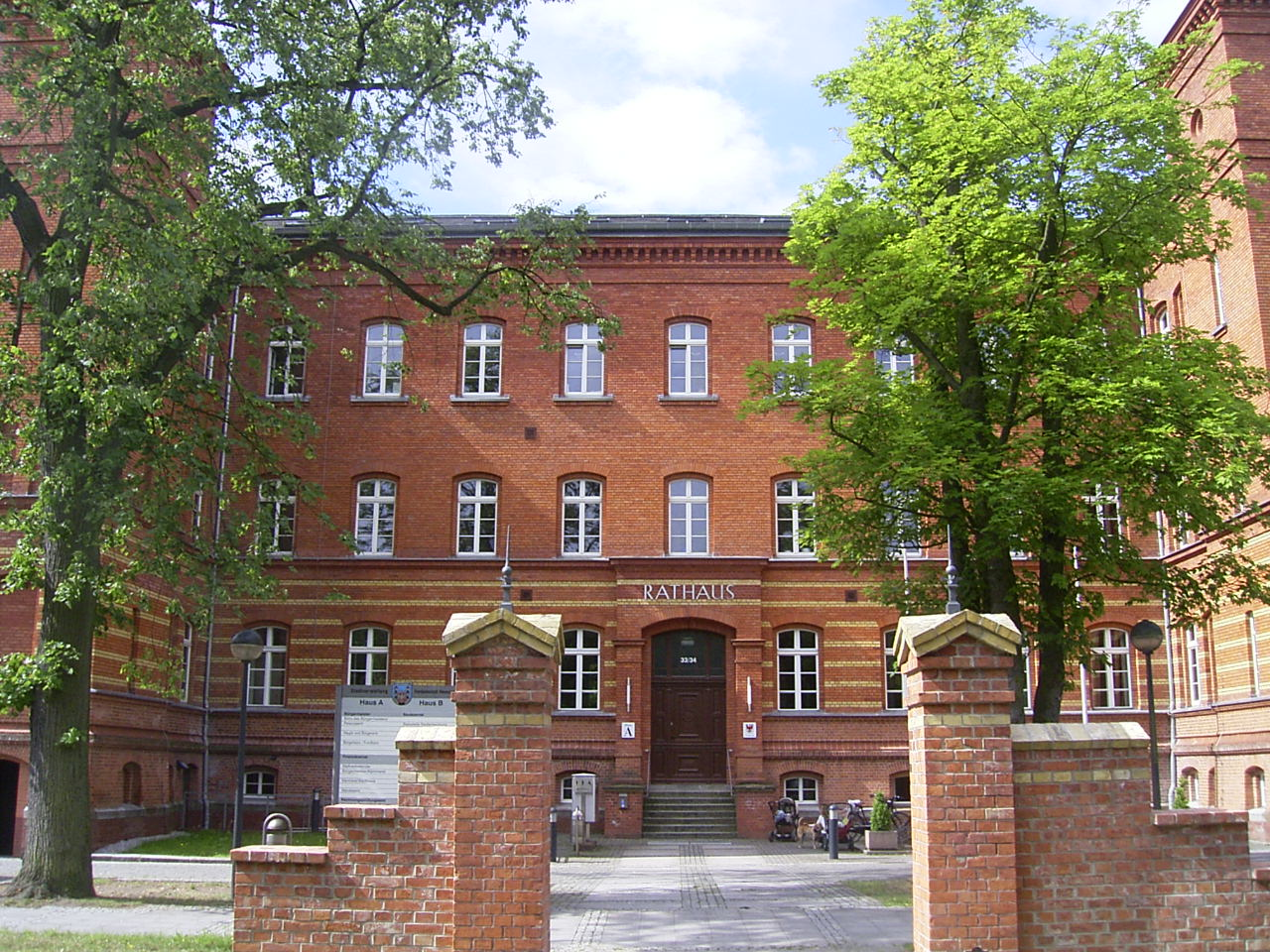
ノイルピーン市庁舎

| 年   | 人口  |
| ---- | ----- |
| 1875 | 20080 |
| 1890 | 21912 |
| 1925 | 26640 |
| 1933 | 29044 |
| 1939 | 33090 |
| 1946 | 37904 |
| 1950 | 36677 |
| 1964 | 31422 |
| 1971 | 31283 |
| 1981 | 33042 |

| 年   | 人口  |
| ---- | ----- |
| 1985 | 33989 |
| 1989 | 34176 |
| 1990 | 34014 |
| 1991 | 33324 |
| 1992 | 33349 |
| 1993 | 33249 |
| 1994 | 33049 |
| 1995 | 32795 |
| 1996 | 32817 |
| 1997 | 32744 |

| 年   | 人口  |
| ---- | ----- |
| 1998 | 32732 |
| 1999 | 32640 |
| 2000 | 32598 |
| 2001 | 32375 |
| 2002 | 32317 |
| 2003 | 32114 |
| 2004 | 32061 |
| 2005 | 32145 |
| 2006 | 31939 |
| 2007 | 31821 |

| 年   | 人口  |
| ---- | ----- |
| 2008 | 31662 |
| 2009 | 31574 |
| 2010 | 31599 |
| 2011 | 30184 |
| 2012 | 30162 |

### 市長

#### 都市改革以前
- 1786年頃：ゲーリング (Goering)[10]

#### 1808年プロイセン都市改革（ドイツ語版）以降
- 1810年-1816年：ブラウン博士 (Dr. Braun)[9]
- 1816年-1822年：バルタザール・フリードリヒ・クネーフェンフォーゲル (Balthasar Friedrich Knoevenvogel)
- 1822年-1851年：エルンスト・アドルフ・ビーネングレーバー (Ernst Adolph Bienengräber)
- 1851年-1888年：Ch. L. G.フォン・シュルツ (Ch. L. G. von Schulz)
- 1889年-1899年：アドルフ・トレンクマン（ドイツ語版）
- 1899年-1923年：マックス・ヴァルツェハ (Max Warzecha)
- 1923年-1933年：エルンスト・ブリューメル (Ernst Blümel)
- 1934年-1945年：クルト・クリューガー（ドイツ語版）
- 1945年：ラインホルト・マイアー (Reinhold Meyer)[6]
- 1945年：カール・ホーホシュテット (Karl Hochstädt)
- 1945年：ヘルマン・フーフ (Hermann Huch)
- 1945年-1946年：リヒャルト・シュルツ (Richard Schulz)
- 1946年-1948年：トルーデ・マルクス (Trude Marx)[36]
- 1948年-1949年：H. シュルツ (H. Schulz)[6]
- 1949年-1951年：ヨーゼフ・ロビーネ (Joseph Robiné)
- 1951年-1953年：オットー・ヘルムス (Otto Herms)
- 1954年－？年：マックス・ハルトマン (Max Hartmann)
- 1957年-1965年：ブルーノ・ザルヴァート (Bruno Salvat)
- 1965年-1970年：ギュンター・ヴァイクト (Günter Weigt)
- 1970年-1978年：ゲルト・ホールフェルト (Gerd Hohlfeld)
- 1978年-1988年：ハラルト・レムケ (Harald Lemke)
- 1988年-1990年：ライナー・フランク (Rainer Frank)
- 1990年-1991年：ジルケ・ブリングマン (Silke Bringmann)
- 1991年-1994年：ヨアヒム・ツィンドラー (Joachim Zindler)

#### 1993年大合併以降
- 1994年-2004年： オットー・テール（ドイツ語版）
- 2005年－： イェンス＝ペーター・ゴルデ（ドイツ語版）

### 市議会
2008年9月28日の地方選挙による全32議席の議席配分は以下の通り。
| 政党 | 議席 |
| --- | ---- |
| SPD | 9    |
| DIE LINKE ノイルピーン市民運動 (Neuruppiner Initiative)                                                                 | 8    |
| CDU / FDP | 6    |
| B90/Grüne/オストプリーグニッツ＝ルピーン郡農民連盟有権者連合 (Wählergruppe des Kreisbauernverbandes Ostprignitz-Ruppin) | 5    |
| 社団法人 ルピーンのために (Pro Ruppin e.V.)                                                                             | 4    |

### 紋章
ノイルピーン都市条例第2条第1項並びに第2項に規定がある。
「本市は1928年6月22日のプロイセン国務省証書により、紋章を導入する権利を与えられた。」
この紋章は2003年3月31日に承認された。
紋章記述：紋章は「青地に銀色の城塞があり、鋸壁のある三階建ての2本の塔にはそれぞれ上下階ごとに黒い門、赤い屋根には金色の頂部がつく。建物中央には小塔が3つと黒い門があり、金色の嘴、爪、舌をもつ銀色の鷲が乗る赤い三角盾が覆う。」

### 姉妹都市
ノイルピーンは以下の都市と姉妹都市協定を結んでいる。
- バート・クロイツナハ（ラインラント＝プファルツ州）1990年
- ニンブルク（ドイツ語版）（チェコ）1994年
- バビモスト（ドイツ語版）（ポーランド）2005年
- チェルタルド（イタリア）1968年
- 新座市（日本）2003年

## 文化・名所
詳細はノイルピーンの建築記念物一覧を参照。

### 建築物

#### 宗教建築

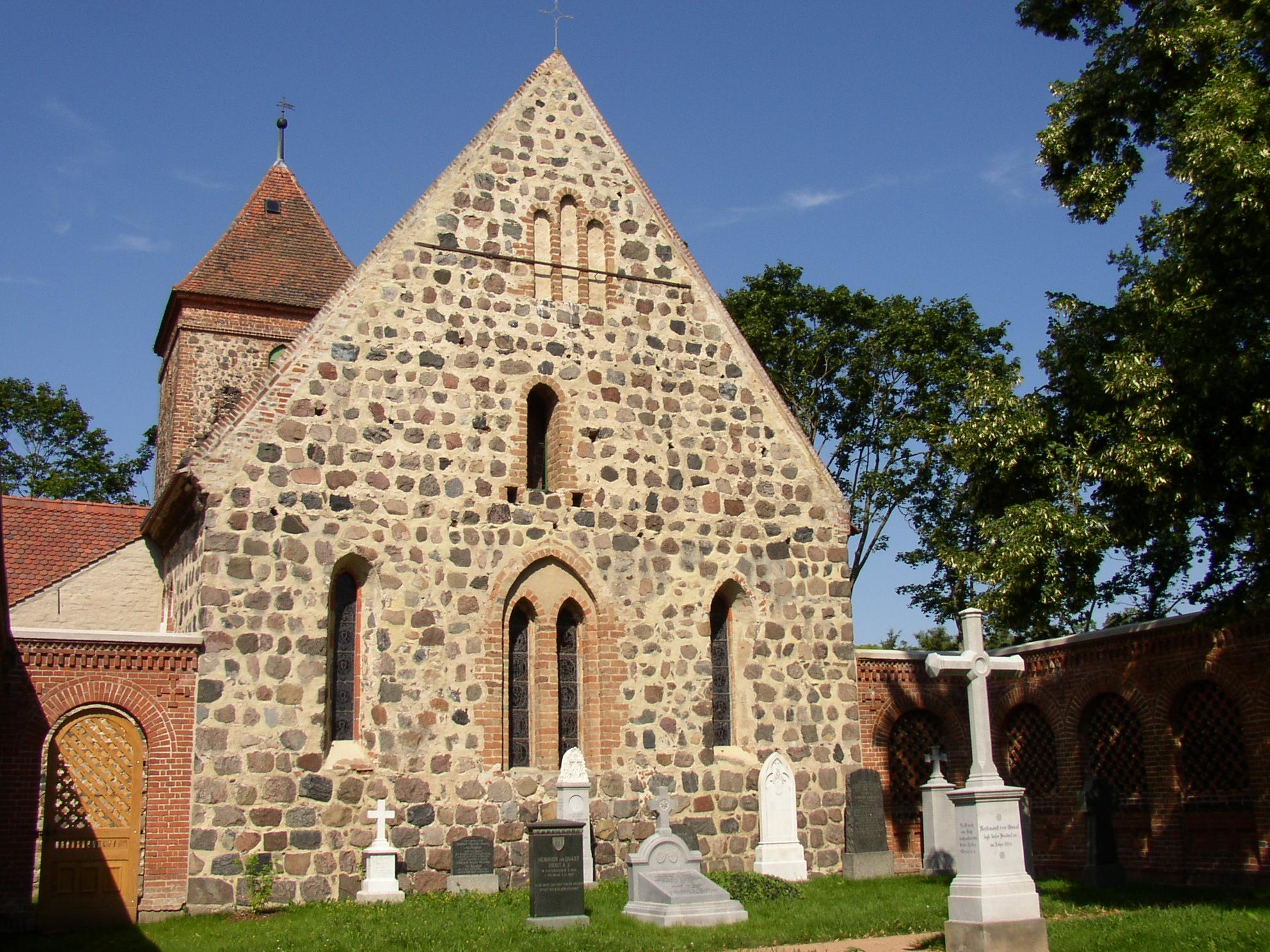
クヴァスト家の墓地、2007年修復

- 1246年建設の聖三位一体修道院教会 (ノイルピーン)（ドイツ語版）（ノイルピーンのランドマーク）
- 聖マリア教区教会 (ノイルピーン)（ドイツ語版）（現在は会議・催事施設）
- ヴーテノウ（ドイツ語版）のシンケル教会（街を描いた最古の絵画がある）
- ラーベンシュタインの村落教会（13世紀建設。1854年にフェルディナント・フォン・クヴァスト（ドイツ語版）によるフォン・クヴァスト家の墓地が造営）
- カルヴェの教会（クネーゼベック家を記念する銘版が3つある。カール・フリードリヒ・フォン・デム・クネーゼベック（ドイツ語版）が1844年に教会付属墓地の正門を建設）
- 中世の教会（ベヒリーンに所在）
- カトリック聖心教会 (Katholische Kirche Herz Jesu)
- 聖ラツァルス診療所礼拝堂 (Siechenhauskapelle St. Lazarus) （当初は聖ラウレンティウス (St. Laurentius) の名を冠した。1694年建設で市内最古の木組みの家 UpHus が付属）
- 聖ゲオルク礼拝堂 (St. Georg Kapelle)
- アルト・ルピーンの聖ニコライ教区教会 (Pfarrkirche Sankt Nikolai)

#### 世俗建築

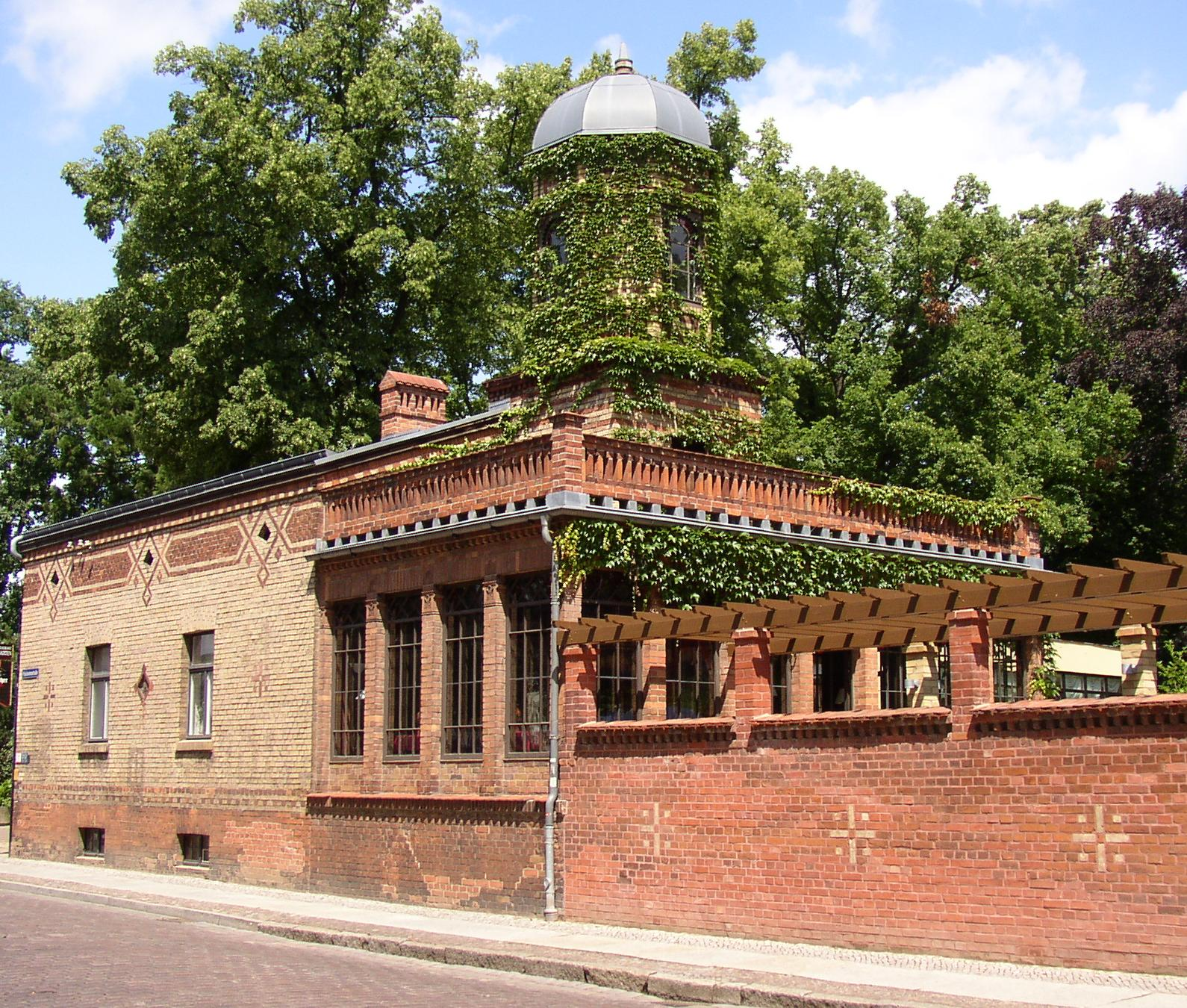
テンペルガルテンの邸宅

- 都市壁（ほぼ完全に現存。中世城塞都市の都市壁や後年の関税壁）
- テオドール・フォンターネの生家とライオン薬局 (Löwen-Apotheke)
- 説教者の未亡人の家 (Predigerwitwenhaus)：カール・フリードリヒ・シンケルが1787年から1794年まで母親と共に居住。
- 旧ギムナジウム：1790年建設。シンケル、フォンターネ、ヴィルヘルム・ゲンツ（ドイツ語版）が通った。
- ゲンツローデ（ドイツ語版）の領主館
- テンペルガルテンとアポロ神殿：
かつては王太子時代のフリードリヒ大王が所有する果樹園、畑であった。ベルリンの建築家ゲオルク・ヴェンツェスラウス・フォン・クノーベルスドルフ（ドイツ語版）は1735年、大王の命令を受け東屋、「ルストホイスヒェン (Lusthäuschen, 遊歩亭)」を建設した。後に老朽化が進むと、1791年に大臣オットー・フォン・フォス（ドイツ語版）が保全を命令した。その間にフォン・チャンマー (von Tschammer) 大佐は自分の庭園をテンペルガルテンの周囲にまで拡張していたが、この東屋を自分の嗜好に合わせて改築した。東屋は庭園館へ、アポロ神殿には地下室を増築、台所を設置した。テンペルガルテンはその後、所有者が度々変わったが、1853年に経営者、泥炭地所有者ヨハン・クリスティアン・ゲンツ（ドイツ語版）のものとなった。1850年代にカール・フォン・ディービッチュ（ドイツ語版）がオリエント風様式でゲンツ邸を設計、建設した。これが「トルコ風邸宅 (Türkische Villa)」であり、庭師の家にはミナレット、敷地を囲む壁には門が付き、庭園はヨハン・ハインリヒ・グスタフ・マイアー設計の折衷主義様式である。1880年にテンペルガルテンの所有はノイルピーン郡（ドイツ語版）に移り、人々に開放された。

### 記念碑

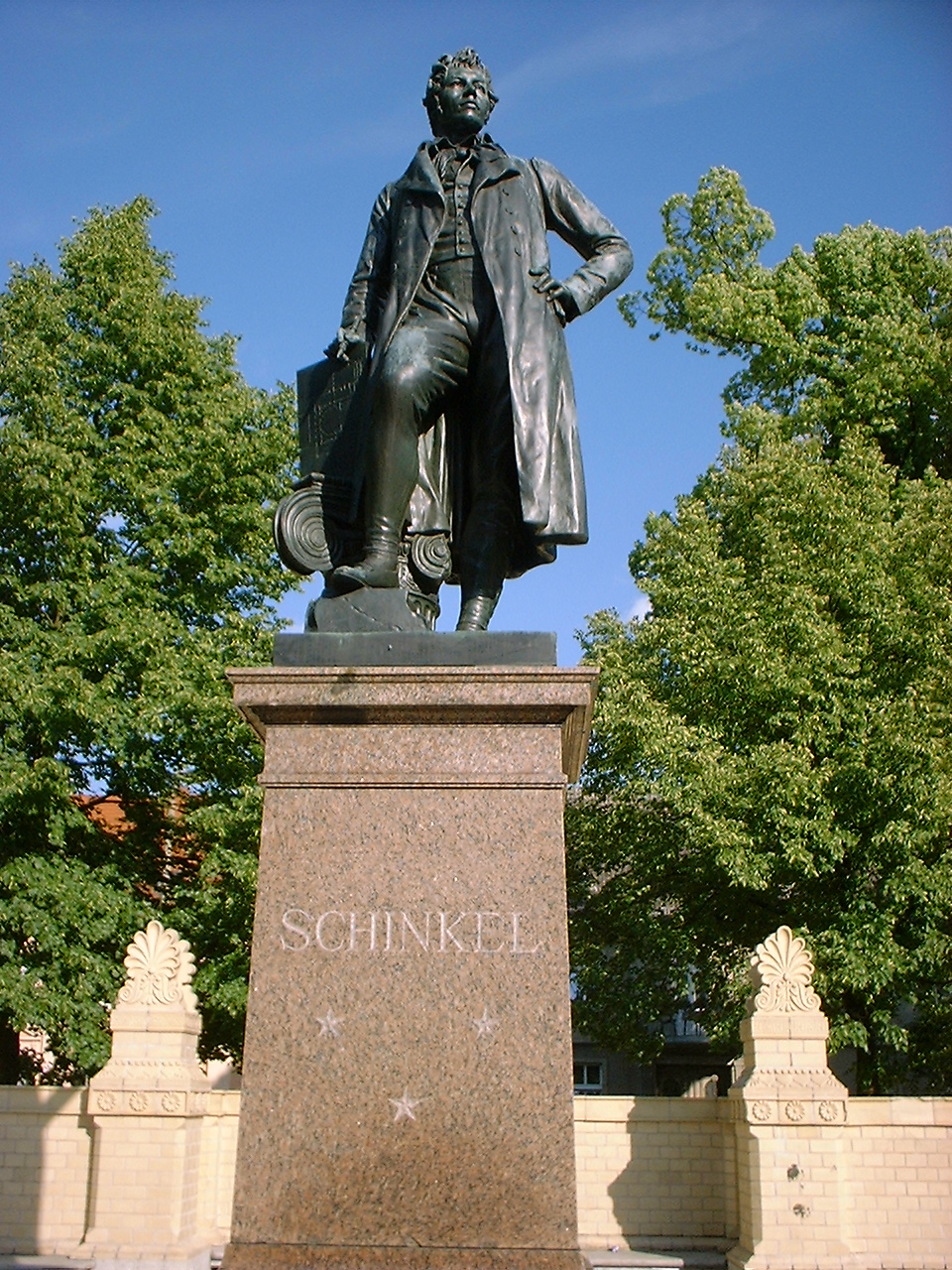
教会広場 (Kirchplatz) のシンケル記念碑、マックス・ヴィーゼ作

- プロイセン国王フリードリヒ・ヴィルヘルム2世記念碑：王への感謝を込め、1829年に市民の発意により建設。1945年に失われたが、1998年に像を復元し元の場所に再建。
- カール・フリードリヒ・シンケル記念碑：マックス・ヴィーゼ（ドイツ語版）作[41]
- テオドール・フォンターネ記念碑：マックス・ヴィーゼ作[41]
- フェルディナント・メーリング（ドイツ語版）記念碑：マックス・ヴィーゼ作[42]
- ヤーン（ドイツ語版）＝ローゼ (Lose) 記念碑：マックス・ヴィーゼ作
- 死の行進犠牲者のための追悼銘版：ノイルピーン地区郊外、ヴーテノウ、他の数地区
- ファシズムの犠牲者追悼の記念碑・彫刻群：1981年設置
- 共産主義の抵抗運動闘士フランツ・メッカー (Franz Maecker) 追悼銘版：1943年にベルリンのプレッツェンゼー刑務所（ドイツ語版）で殺害
- ストルパーシュタイン（つまずきの石）：殺害されたユダヤ系市民のため（ノイルピーン旧市街とアルト・ルピーン）。ナチスの「安楽死」政策、T4作戦による州立ノイルピーン癲狂院の犠牲者のため（ルピーン総合病院敷地内）[13]
- 彫刻家ヴィーラント・シュミーデル（ドイツ語版）の石碑、石像：ヴィットシュトック並木通り (Wittstocker Allee) の福音派墓地100人以上の戦争捕虜、強制労働者、イタリア人航空兵が葬られている。
- 旧ユダヤ人墓地に近いイェルーザレム＝ハイン (Jerusalem-Hain, エルサレム林苑)
- グスタフ・キューン（ドイツ語版）記念碑「印刷工 (Der Lithograph)」：生誕140周年を記念し、2008年に設置。
- カール・マルクス記念碑：フリッツ・クレーマー（ドイツ語版）作[43]
- ベルンハルト・フェルトマン（ドイツ語版）石碑：都市勤務医、ノイルピーン年代記 (Miscellanea Historica) の編者[44]。
- エーリヒ・アーレント（ドイツ語版）記念碑：1968年、ヴィーラント・フェルスター（ドイツ語版）作[45]
- エーファ・シュトリットマッター（ドイツ語版）記念銅銘版：76歳の誕生日を記念[46]

### 野外彫刻
- 湖畔のパルツィファール (Parzival am See)：ステンレス鋼製、マティアス・ツァーゴン・ホール＝シュタイン（ドイツ語版）作、ノイルピーン波止場に設置
- 脅威 (Bedrohung)：ステンレス鋼製、旧ヴィットシュトック演習場（ドイツ語版）の綽名、ボンボドロム（ドイツ語版） をテーマにした作品、教区教会前に設置
- 彫刻の小道 (Skulpturenpfad)
- ザビーネ記念碑 (Sabinendenkmal)：ビーネンヴァルデに設置

### 博物館
- ノイルピーン博物館（ノルピーンのビルダーボーゲン（ドイツ語版）を含む）
- シュテンデニッツ森林博物館（ドイツ語版）
- アルト・ルピーン森林センター（Waldzentrale Alt Ruppin, 旧公有林博物館 (Forstmuseum)）

### 文化施設

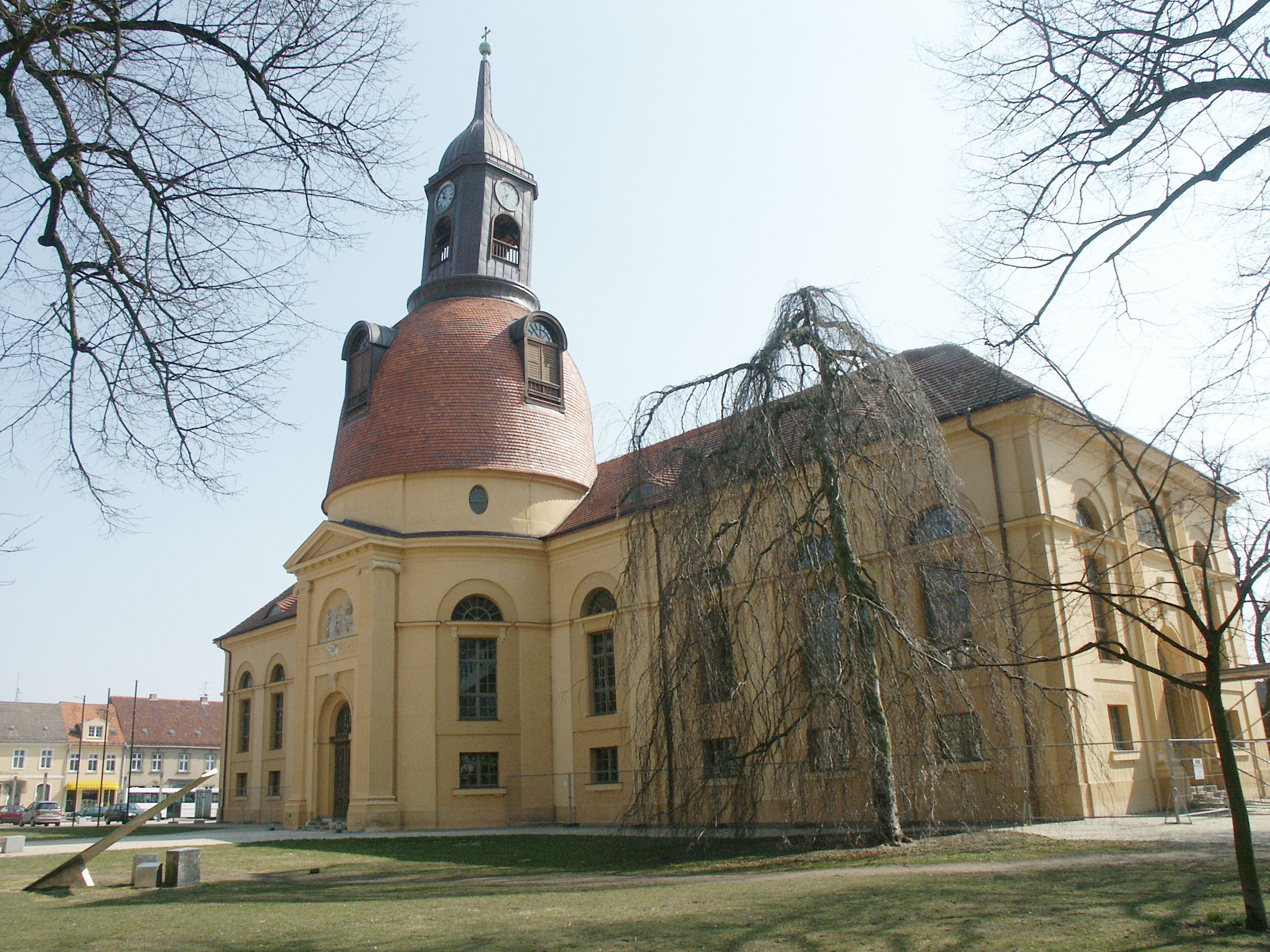
文化教会・聖マリア教区教会

- クンスターシュプリング地区のふるさと動物公園 (Heimattierpark Neuruppin)：めずらしいタヌキを飼育
- 文化教会：旧聖マリア教区教会を利用した広域催事施設、ノイルピーン地区、全600席
- ノイルピーン街の庭文化会館 (Kulturhaus Stadtgarten Neuruppin)：広域催事施設、全550席
- 診療所礼拝堂 (Siechenhauskapelle)：演奏会場、春分音楽祭 (Aequinox Musiktage) 会場
- 波止場の絵画館 (Galerie am Bollwerk)：現代美術振興協会 (Galerieverein zur Förderung zeitgenössischer Kunst)
- ノイルピーン演劇本舗 (Theaterladen Neuruppin)：波止場の絵画館内
- ノイルピーン市立図書館
- ノイルピーン青少年芸術学校 (Jugendkunstschule Neuruppin)：児童、青少年文化施設
- オストプリーグニッツ＝ルピーン郡音楽学校 (Kreismusikschule OPR)
- 青少年余暇センター (Jugendfreizeitzentrum, JFZ)：若年成人のための集会場
- ノイミューレ穀物倉庫 (Kornspeicher Neumühle)：演奏会場
- ノイルピーン・ウニオン映画館 (Union Kino Neuruppin)

### 定例催事
- 春分音楽祭（毎年3月の春分前日に開催）
- ディキシー祭（毎年7月中旬）
- ノイルピーン・フォンターネ祭（隔年）
- フォンターネ・ラリー（毎年春）
- ボート・パレード（8月第1土曜日、アルト・ルピーンのリーン川で開催）
- 港祭り（兼五月祭、毎年5月最初の週末、ドラゴンボート競技が見もの）
- 聖マルティヌスの日の季節市と馬のセリ市（毎年11月初旬）
- オールディーズ・バザール（毎年11月）
- 抗癌ボート大会（毎年9月）
- ルピーン・ヨットレース（毎年7月中）
- クリスマス市（毎年第一待降節前）
- ワイン祭り（毎年8月中旬）

## 経済とインフラ
ノイルピーンはブランデンブルク州の中規模中心地に区分されている。経済拠点としてブランデンブルク州に15ある地域成長拠点の一つである。

### 交通

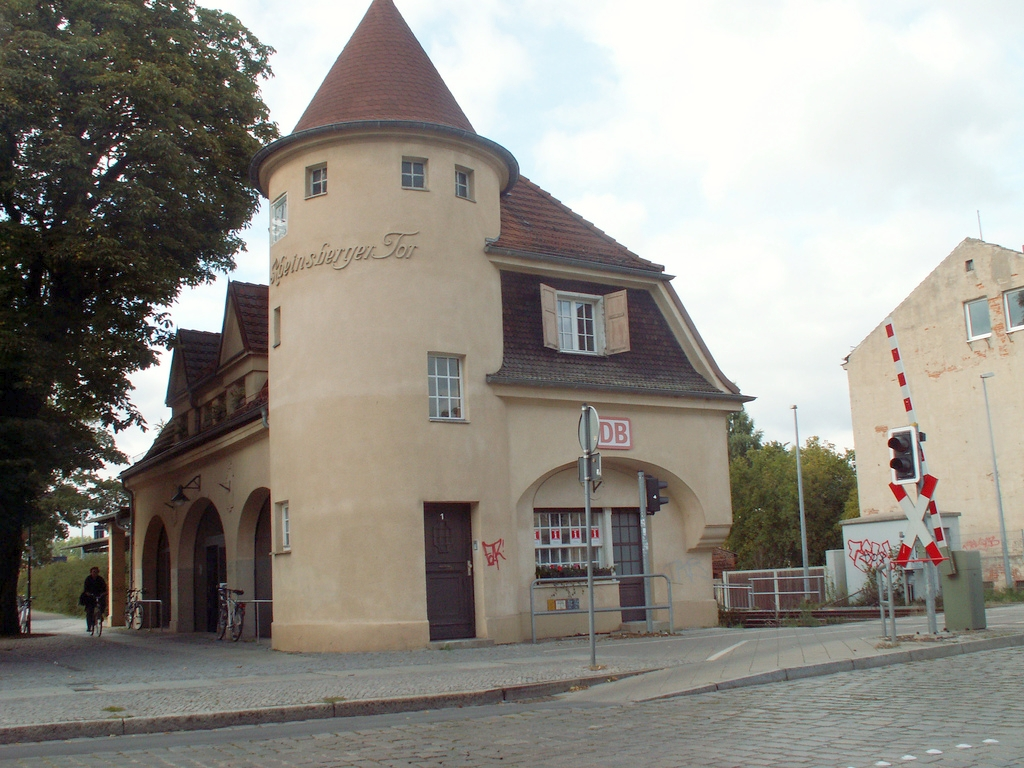
ノイルピーン・ラインスベルク門駅 (Neuruppin Rheinsberger Tor)

ノイルピーンは鉄道線、クレメン-マイエンブルク線の沿線にあり、市内にはノイルピーン西駅、ノイルピーン・ラインスベルク門駅、ヴストラウ-ラーデンスレーベン駅がある。RE6号線（プリーグニッツ急行）が1時間に1本、ベルリン＝ゲズントブルンネン駅からヘニヒスドルフ（バイ・ベルリン）駅、ノイルピーンを経由し、ヴィッテンベルゲ駅に走っている。現在、自治体主導の物流センター建設プロジェクト、「HUB 53/12°」が進行中である。ギュストロウ、プリッツヴァルク、ノイルピーン、また自治体連合のクローバー連合（グムトウ、キューリッツ、ノイシュタット (ドッセ)、ヴスターハウゼン/ドッセ）が参加している。プロジェクト開始に当たり、ノイルピーン-ノイシュタット (ドッセ) 線が2010年12月29日に買収された。
道路では、連邦自動車道路24号線が通り、ノイルピーン出口、ノイルピーン南出口が設けられている。連邦道路167号線 と連邦道路122号線が市街地を通っている。
ノイルピーンとその周辺には、観光にも便利な自転車道路が整備されている。
ノイルピーンはフェーアベリーン飛行場（ルピーナー・ラント飛行場）の運営に参画している。また市街地、中心部北西にはグライダー滑空場がある。

### 所在企業

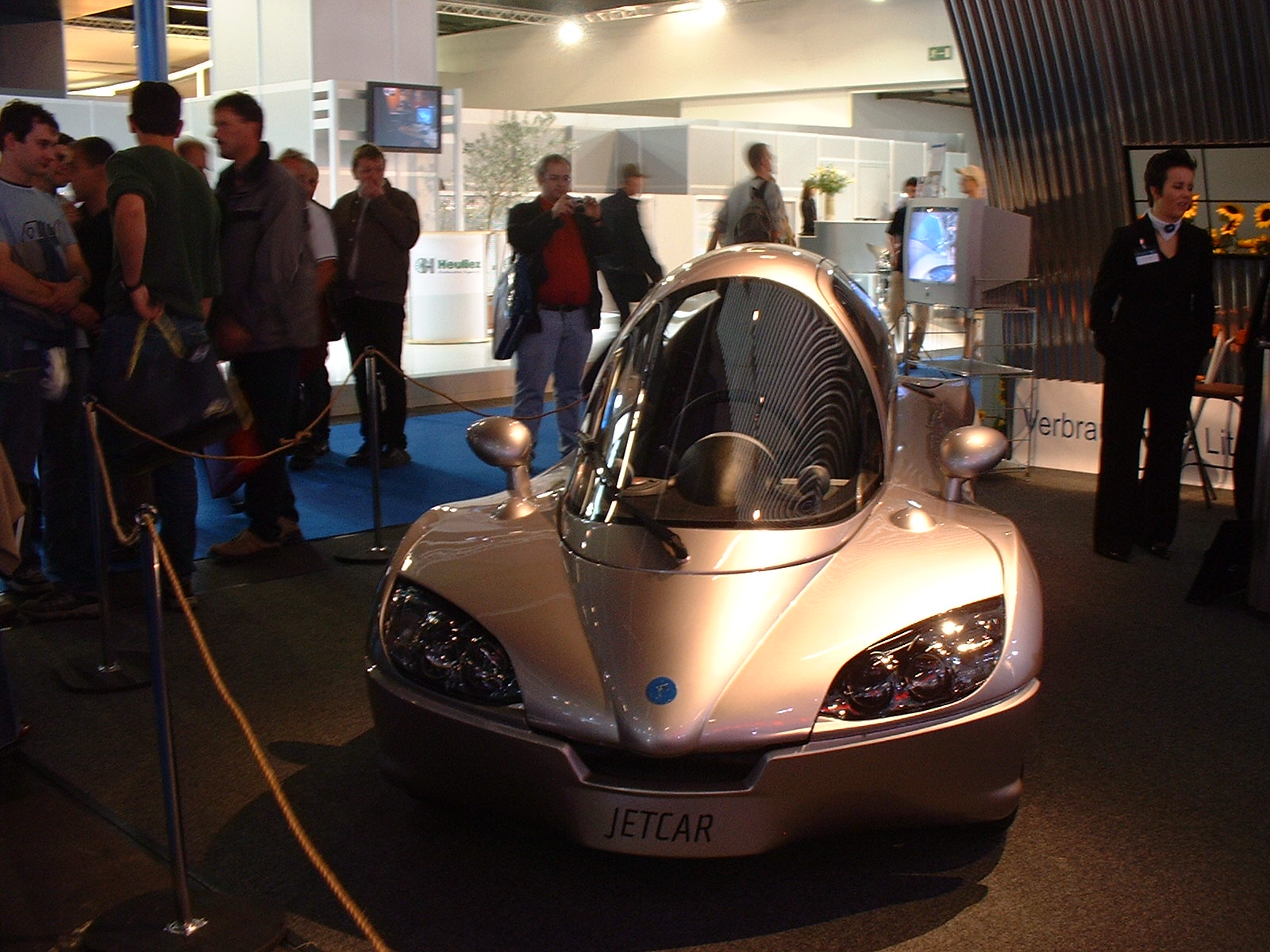
Jetcar 2.5

1905年にノイルピーンにミニマックス社が拠点を移し、消火器を生産した。1945年にノイルピーン工場が没収されたため、同社は西ドイツに移転した。しかし消火器の生産自体は継続され、後にノイルピーン消火器具販売有限会社   (FLN Feuerlöschgeräte Neuruppin Vertriebs-GmbH) が設立された。
ニートヴェルダー地区では Jetcar 社が同名の自動車を生産している。

### 公共施設
ノイルピーンには、オストプリーグニッツ＝ルピーン郡の行政機関が置かれている。またノイルピーン地方裁判所、ノイルピーン区裁判所、ノイルピーン社会裁判所、ノイルピーン労働裁判所がある。
オストプリーグニッツ＝ルピーン郡は選択自治体であるため、労働エージェンシーの他に、第2種失業給付金のための労働市場局 (Amt für Arbeitsmarkt) が置かれ、また州西部を管轄する州労働保護局 (Landesamt für Arbeitsschutz) がある。かつての郡防衛補充事務所は義務兵役制中止の結果、ノイルピーン兵役相談所へ改組された。
ノイルピーン州機関合同庁舎 (Landesbehördenzentrum) には様々な行政機関が入居している。ノイルピーン特別建設監督局 (Sonderbauleitung Neuruppin)、州消費者保護・農業・耕地整理局出張所 (Regionalstelle des Landesamtes für Verbraucherschutz, Landwirtschaft und Flurneuordnung)、耕地整理・田園開発局 (Amt für Flurneuordnung und ländliche Entwicklung)、ノイルピーン社会裁判所、州労働保護局、ブランデンブルク州環境局地方西部地域および西部TR2部である。アルト・ルピーン営林局 (Amt für Forstwirtschaft) とクンスターシュプリング林業学校 (Waldarbeitsschule Kunsterspring) がある。
また連邦資産公団の連邦森林部 (Sparte Bundesforst) のルピーン荒地総局 (Hauptstelle Ruppiner Heide)が置かれている。

### メディア
ノイルピーンには日刊紙『ルピーン新報』と『マルク一般新聞』の地方版がある。ケーブルテレビで地域テレビ局「ruppin TV」が地域ニュースを放送している。

### 教育
ノイルピーンには以下の教育機関がある。

#### 特別支援学校
- オストプリーグニッツ＝ルピーン郡立ノイルピーン「マロニエ小道学校 (Schule am Kastaniensteg)」：知的障害支援
- オストプリーグニッツ＝ルピーン郡立ノイルピーン・ヨハン＝ハインリヒ＝ペスタロッツィ学校：学習障害支援

#### 小学校
- ノイルピーン市立ギルデンハル小学校
- ノイルピーン市立カール＝リープクネヒト小学校
- ノイルピーン市立ローザ＝ルクセンブルク小学校
- ノイルピーン市立ヴィルヘルム＝ゲンツ（ドイツ語版）自然公園小学校
- ノイルピーン市立アルト・ルピーン「ブドウ山 (Am Weinberg)」小学校
- 福音派学校（ドイツ語版）小学校（公認代替校、ベルリン＝ブランデンブルク＝シュレージシェ・オーバーラウジッツ福音主義教会教育基金運営）
- モンテッソーリ学校ノイルピーン小学校（国家公認代替校、統合教育施設有限会社 (IBiS Integrative Bildungsstätten GmbH) 運営）

#### 上級学校（ドイツ語版）・総合学校
- ノイルピーン市立ノイルピーン・フォンターネ総合学校
- ノイルピーン市立ノイルピーン・「アレクサンドル・プーシキン」上級学校
- オストプリーグニッツ＝ルピーン郡立上級教育センター（ドイツ語版）
- 福音派学校（ドイツ語版）上級学校（公認代替校、ベルリン＝ブランデンブルク＝シュレージシェ・オーバーラウジッツ福音主義教会教育基金運営）

#### ギムナジウム
- ノイルピーン市立ノイルピーンカール・フリードリヒ・シンケルギムナジウム
- 福音派学校（ドイツ語版）ギムナジウム（公認代替校、ベルリン＝ブランデンブルク＝シュレージシェ・オーバーラウジッツ福音主義教会教育基金運営）

#### 職業訓練校
- AGUS/GADAT職業訓練校（AGUS/GADAT職業訓練校公益有限会社 (AGUS/GADAT Berufliche Schulen gGmbH) 運営）
- ノイルピーン国際同盟（ドイツ語版）職業訓練校（公認代替校）

#### その他の教育機関
- オストプリーグニッツ＝ルピーン郡立オストプリーグニッツ＝ルピーン市民大学
- オストプリーグニッツ＝ルピーン郡音楽学校
- フォンターネシュタット・ノイルピーン市立青年芸術学校
- アルト・ルピーン営林局クンスターシュプリング林業学校
- ノイルピーン・キャンパス、中小企業管理・健康管理調査研究センター、学士号プログラム

### スポーツ
市内に広い水域があるためウォータースポーツが盛んである。全国のサッカークラブ、MSVノイルピーンはこの地方にとどまらず有名である。

## 人物

### 名誉市民
ノイルピーンは名誉市民の称号を「フォンターネシュタット・ノイルピーンが特に高く評価する、抜きんでた功績のある市民」に授与している。
これまでの授与者は以下の通り。
- アウグスト・クリスティアン・ゲーリング（August Christian Goehring, 1730年-1835年）
- ヨハン・ゲオルク・ゴットリープ・シュレーナー（Johann Georg Gottlieb Schroener, 1760年-1841年）、教会地区長（ドイツ語版）[52]
- アレクサンダー・フォン・ヴルフェン（Alexander von Wulffen, 1784年-1861年）、将軍、衛戍地司令官、美化協会 (Verschönerungsverein) の創設者、1852年授与[9]
- エルンスト・アドルフ・ビーネングレーバー（Ernst Adolph Bienengräber, 1790年-1864年）、市長、1822年-1854年在任
- フリードリヒ・ハインリヒ・ケムプフ（Friedrich Heinrich Kämpf, 1810-1888年）
- ハインリヒ・ミヒャエリス（Heinrich Michaelis, 1835年-1922年）、市議会議長、1880年-1893年在任
- アルベルト・フォン・ツィーテン＝シュヴェリーン伯爵（ドイツ語版）（1835年-1922年）、政治家
- マックス・ヴィーゼ（ドイツ語版）教授（1846年-1925年）、彫刻家、ハーナウ芸術アカデミー教授
- ヘルマン・シュルツェ（Hermann Schultze, 1848年-1938年）、市議会議長、1899年-1920年在任[9]
- オットー・ルーベル（Otto Rubel, 1902年-1994年）
- リーザ・リーデル (Lisa Riedel)、郷土博物館館長
- ハインツ＝ヨアヒム・カーラウ (Heinz-Joachim Karau)、牧師、1989年10月10日からの修道院教会の平和の祈り、並びに教区教会の支援団体の共同発起人、2006年に授与[53]
- ブルクハルト・ドゥルファー（Burkhard Dülfer, 1937年-2013年）、精肉マイスター、手工業会議所（ドイツ語版） に貢献、長年にわたり市議会・郡議会議員を務める、2006年授与[53]

#### 旧名誉市民（称号剥奪）
全てナチスがらみである（ヒンデンブルクは死後にヒトラーの支配を許してしまったため）。
- カール・リッツマン（ドイツ語版）（1850年-1936年）、歩兵大将、2007年4月18日取消
- アドルフ・ヒトラー（1889年-1945年）、2004年12月20日取消（名誉市民としてのアドルフ・ヒトラー（ドイツ語版）を参照）
- ヴィルヘルム・クーベ（1887年-1943年）、ナチ党ブランデンブルク大管区指導者、2004年12月20日取消
- パウル・フォン・ヒンデンブルク（1847年-1934年）、ドイツ国大統領

### 最高齢者表彰
ノイルピーンは最高齢者の称号を授与している。
- クリスティアン・エベル（Christian Ebell, *1770年、1835年†）
- カール・トゥルノー（Carl Tourneau, *1837年、1914年†）
- エルンスト・ベルケ（Ernst Bölke, *1848年、1920年†）
- フーゴ・ドゥスケ（Hugo Duske, *1860年、1928年†）

### 顕彰メダル
ノイルピーンは2005年からフォンターネシュタット・ノイルピーン顕彰メダル (Ehrenmedaille der Fontanestadt Neuruppin) を「フォンターネシュタット・ノイルピーンと住民への格段の功績を讃えるため」に授与している。
これまでの受賞者は以下である。
- ルート・プロイス（Ruth Preuß, 2005年9月12日）[54]
- ブルーノ・ドラトキエヴィッチュ（Bruno Dolatkiewicz , 2005年9月12日）[54]
- マルティン・ドムケ（Martin Domke, 2005年9月12日）福音教会の聖歌隊長[54]
- ギュンター・ゾースト（Günter Soost, 2005年9月12日）[54]
- ヘルムート・ベーレント（Helmut Behrendt, 2005年9月12日）[54]
- ウルリヒ・クリーレ（Ulrich Kriele, 2009年7月13日）アルト・ルピーン郷土史研究家[55]
- ノルベルト・アルント（Norbert Arndt, 2010年9月27日）ノイルピーン福音派墓地管理人[56]

### 出身者

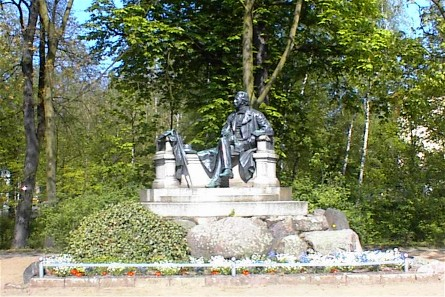
テオドール・フォンターネ記念碑、フォンターネ広場、マックス・ヴィーゼ作

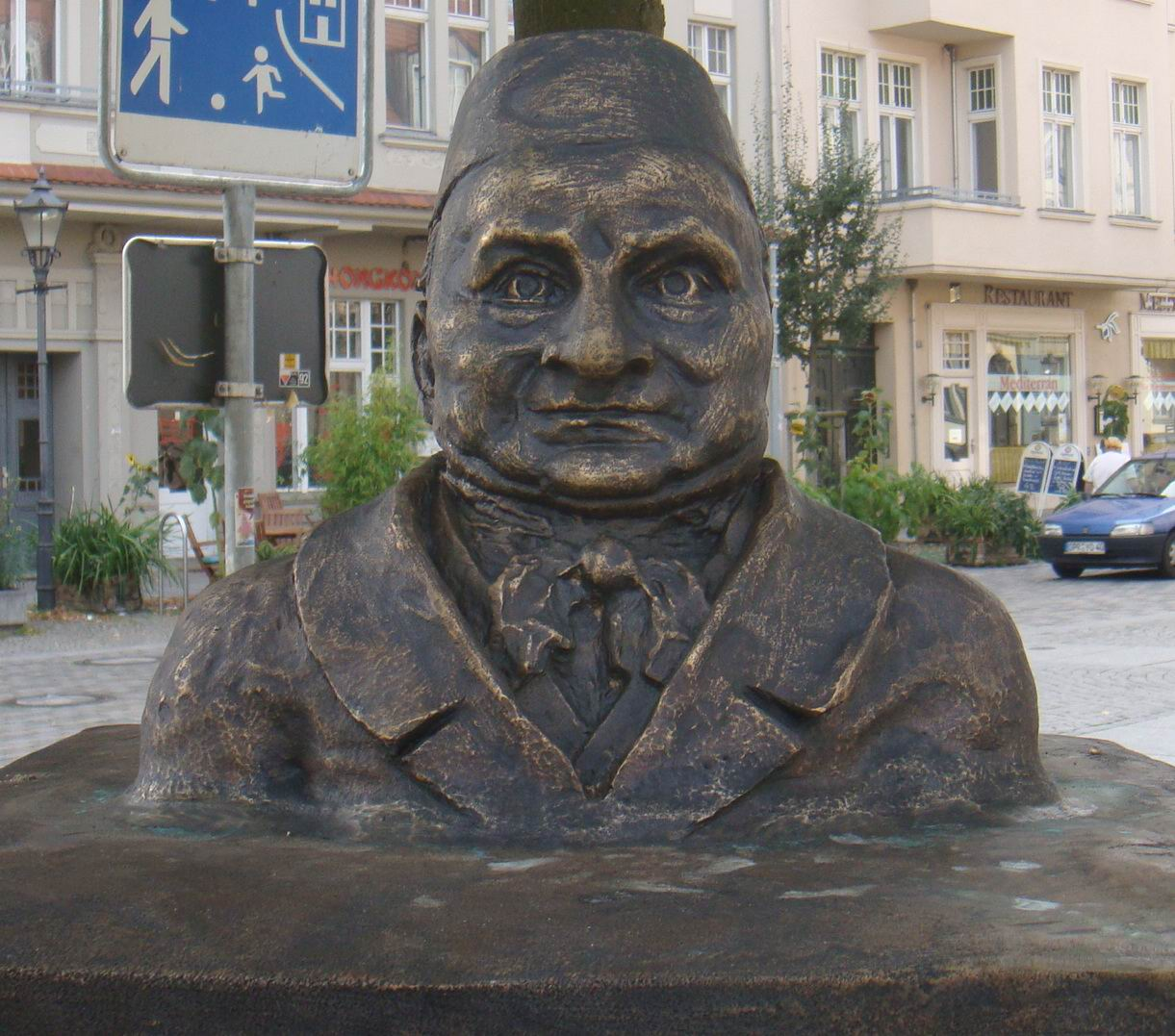
学校広場のグスタフ・キューン記念碑

- 1708年、アダム・シュトゥルーエンゼー（ドイツ語版）、†1791年、福音派神学者、シュレースヴィヒ＝ホルシュタインの教会総地区長 (Generalsuperintendent)
- 1736年、ヴァレンティン・ローゼ (父)（ドイツ語版）、†1771年、薬剤師、薬学者
- 1736年、ヨハン・ハインリヒ・フォン・ギュンター（ドイツ語版）、†1803年、プロイセン軽騎兵将軍
- 1750年、ヨハン・ハインリヒ・ボルテ (Johann Heinrich Bolte)、†1817年、学者、福音派牧師、フェーアベリーン教会地区長
- 1756年、カール・フリードリヒ・ビュックリング（ドイツ語版）、†1812年、プロイセンの蒸気機関設計者
- 1768年、ブーフホルツ（ドイツ語版）、†1843年、作家
- 1781年、カール・フリードリヒ・シンケル、†1841年、建築家
- 1794年、グスタフ・キューン（ドイツ語版）、†1868年、出版者、ビルダーボーゲン（ドイツ語版）製作者
- 1816年、フェルディナント・メーリング（ドイツ語版）、†1887年、王室音楽監督、作曲家
- 1819年、テオドール・フォンターネ、†1898年、作家
- 1822年、ヴィルヘルム・ゲンツ（ドイツ語版）、†1890年、画家
- 1824年、オットー・フリードリヒ・フェルディナント・フォン・ゲルシェン（ドイツ語版）、†1875年、プロイセン軍中尉
- 1825年、アレクサンダー・ゲンツ（ドイツ語版）、†1888年、企業家
- 1831年、ヘルマン・ダウベンシュペック（ドイツ語版）、†1915年、帝国最高裁判所裁判官
- 1836年、パウル・カール・バイアースドルフ（ドイツ語版）、†1896年、薬剤師、化粧品会社バイアースドルフ社の創業者
- 1842年、ヨハネス・ケンプフ（ドイツ語版）、†1922年、政治家、銀行家、帝国議会議長
- 1863年、カール・グロースマン（ドイツ語版）、†1922年、連続殺人犯
- 1871年、カール・ヴィルヘルム・ルートヴィヒ・マルティン・エベル（ドイツ語版）、†1944年、天文学者、小惑星 (1205) エベラは名前に因んで、(1443) ルッピーナ（ドイツ語版）は出生地にちなんで名づけられた[57]
- 1878年、マックス・ジルバーベルク（ドイツ語版）、†1942年以降、企業家、美術収集家
- 1885年、ヘルマン・ホート、†1971年、両世界大戦時の将校、将官
- 1890年、ヴァルター・クーファール (Walter Kuphal)、†1937年、ノイルピーンの風景画家
- 1893年、フリッツ・バーデ（ドイツ語版）、†1974年、政治家（SPD）、経済学者
- 1903年、エーリヒ・アーレント（ドイツ語版）、†1984年、叙情詩人、文芸翻訳家
- 1904年、ハインリヒ・ハルミャンツ（ドイツ語版）、†1994年3月2日、言語学者、民俗学者、社会学者
- 1905年、アルトゥール・シュトライター（ドイツ語版）、†1946年、作家、無政府主義者
- 1906年、ヴェルナー・アルテンドルフ（ドイツ語版）、†1945年、作家、政治家
- 1922年、クラウス・シュヴァルツコップフ（ドイツ語版）、†1991年、俳優
- 1923年、ゲオルク・コサック（ドイツ語版）、†2004年、先史時代研究家
- 1926年、ホルスト・ギーゼ（ドイツ語版）、†2008年、俳優
- 1930年、エーファ・シュトリットマッター（ドイツ語版）、†2011年、作家
- 1935年、ヴルフ・ゼーゲブレヒト（ドイツ語版）、ドイツ学者
- 1943年、ブリギッテ・ホフマン（ドイツ語版）、テニス選手
- 1943年、イェルク・フーベ（ドイツ語版）、†2009年、俳優
- 1945年、ハンス＝ペーター・リービヒ（ドイツ語版）、農学者、ホーエンハイム大学（ドイツ語版）学長
- 1954年、アンネ＝カーリン・グラーゼ（ドイツ語版）、政治家（CDU）
- 1962年、ウーヴェ・ホーン、陸上競技選手
- 1962年、ウルリヒ・パプケ（ドイツ語版）、カヌー選手
- 1963年、ベルント・グンメルト（ドイツ語版）、陸上競技選手
- 1964年、ファルク・ブライトクロイツ（ドイツ語版）、ジャズ音楽家
- 1965年、イェンス＝ペーター・ヘロルト（ドイツ語版）、陸上競技選手
- 1967年、ラルフ・ビューヒナー（ドイツ語版）、体操選手
- 1968年、ドナルド・ベッカー（ドイツ語版）、天気予報番組司会者、気象学修了者
- 1974年、ティモ・ゴットシャルク（ドイツ語版）、ラリーのナビゲーター
- 1980年、ローラント・ベンシュナイダー（ドイツ語版）、サッカー選手
- 1983年、タチャーナ・ヒューフナー、リュージュ選手
- 1985年、カルステン・ブロドフスキー（ドイツ語版）、ボート競技選手
- 1987年、フェリックス・メンツェル（ドイツ語版）、レスリング選手
- 1987年、ユリアーネ・ヘーフラー（ドイツ語版）、サッカー選手

### ゆかりの人物
- ヴィヒマン・フォン・アルンシュタイン（ドイツ語版）（*1185年、†1270年ノイルピーン）、神秘家、ノイルピーン・ドミニコ会修道院の創設者
- フリードリヒ2世 (プロイセン王)（フリードリヒ大王）（*1712年、†1786年）、王太子時代にノイルピーン衛戍地司令官、1732年-1740年在任
- ヨハン・シュトゥーフェ（ドイツ語版）（*1752年、†1793年）、学校改革の功労者、博愛主義教育運動の作家、ノイルピーン・ラテン語学校校長
- フィリップ・ユリウス・リーバーキューン（ドイツ語版）（*1754年、†1788年）教育家、作家、ノイルピーン・ラテン語学校校長、1777年-1784年在任
- マックス・ヴィーゼ（ドイツ語版）（*1846年、†1925年ノイルピーン）、彫刻家[41]
- ゲオルク・ハイム（*1887年、†1912年）、1905年からノイルピーンにてフリードリヒ＝ヴィルヘルム・ギムナジウムに通い、1907年にアビトゥーアを取得。ノイルピーンにて詩の初期作品を執筆[58]。

## ノイルピーンを舞台にした文学作品

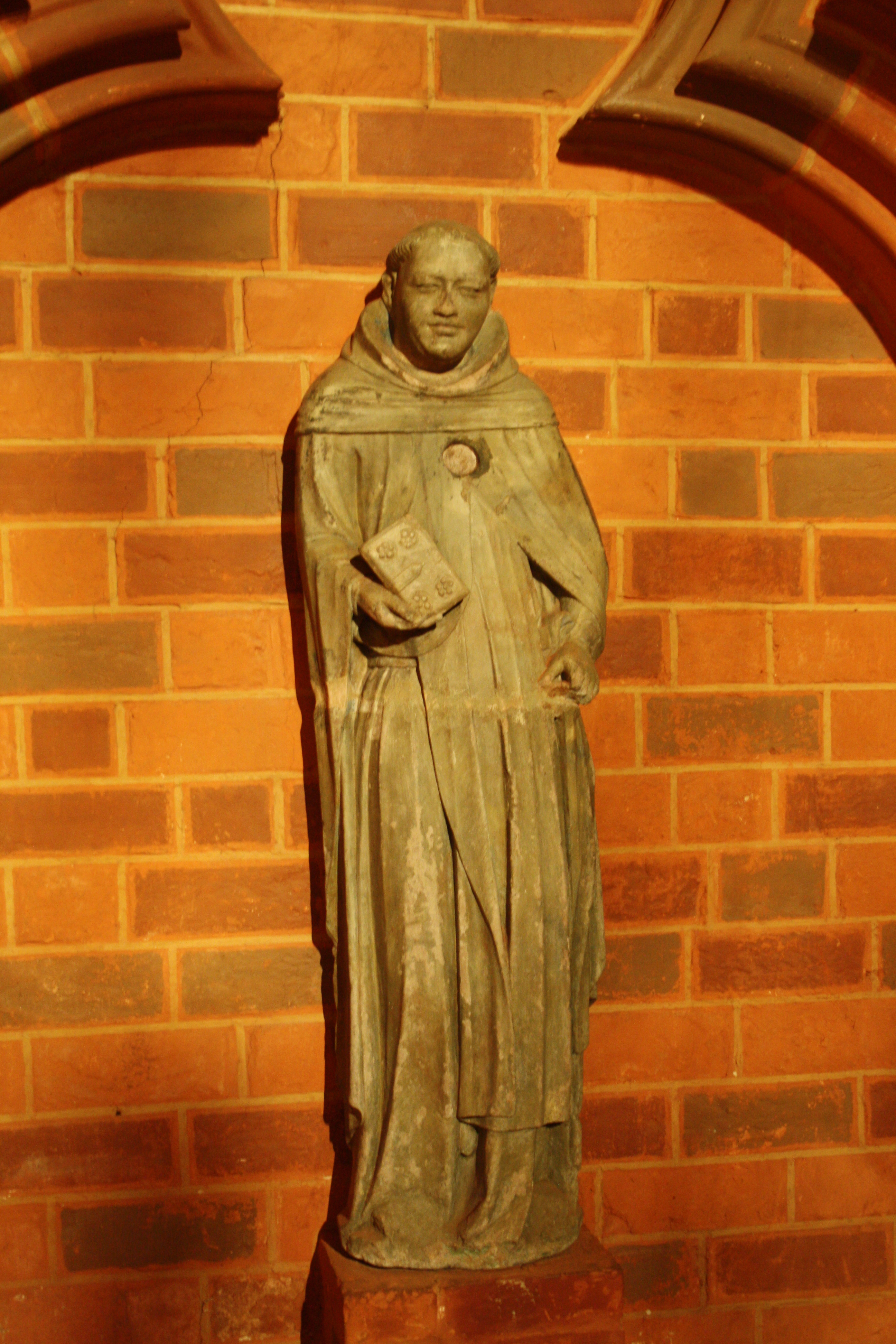
修道院初代院長のヴィヒマン・フォン・アルンシュタインは多くの奇跡を起こしたといわれている

- アウグスト・コーピッシュ（ドイツ語版）は、詩『修道院長ヴィヒマン・フォン・アルンシュタインの奇跡』において、ノイルピーン修道院の創設者、初代院長のヴィヒマン・フォン・アルンシュタイン（ドイツ語版）の伝説的奇跡について描いた[59]。
- アンナ・ルイーザ・カルシュ（ドイツ語版）は、1787年の大火の結果を『ノイ＝ルピーンのための慰めの歌 (Trostgesang für Neu-Ruppin)』に著した[60]。
- テオドール・フォンターネは『マルク・ブランデンブルク周遊記（ドイツ語版）－第1巻：ルピーン伯領』において、ノイルピーンや現在はその一部となった様々な地区を記述している[61]。
- ルイ＝フェルディナン・セリーヌは作品『北』において、ノイルピーンの町と住民を描いた。戦争末期1944年の黙示録的な状況においては、いかなる社会階級（貴族、市民、農民）であろうとも利己的で退廃的なのだ、と書いた。セリーヌのアナーキズムな世界像、人間像は、当時のノイルピーンとクレンツリーン（ドイツ語版）の住民を散々に描き出した[62][63]。
- ガブリエレ・ヴォルフ（ドイツ語版） の犯罪小説、『死んだお婆ちゃん (Tote Oma)』（1997年）、『終点ノイルピーン駅 (Endstation Neuruppin)』（2000年）、『間違えられた男 (Der falsche Mann)』（2000年）、『藪の中 (Im Dickicht)』（2007年）でノイルピーンを舞台にしている[64]。
- フランク・ゴイケ（ドイツ語版）の『真夏の白昼夢物語：テオドール・フォンターネの初犯 (Altweibersommer: Theodor Fontanes erster Fall)』では、フォンターネがルピーン湖畔の殺人犯となる[65]。
- クリスティアン・デーリング (Christian Döring) の『修道院教会の殺人 (Mord an der Klosterkirche)』（2012年）と『盗まれた勲章 (Geklaute Orden)』（2013年）はノイルピーンが舞台の探偵小説である[66][67]。

## 気候
| ノイルピーンの気候     | ノイルピーンの気候 | ノイルピーンの気候 | ノイルピーンの気候 | ノイルピーンの気候 | ノイルピーンの気候 | ノイルピーンの気候 | ノイルピーンの気候 | ノイルピーンの気候 | ノイルピーンの気候 | ノイルピーンの気候 | ノイルピーンの気候 | ノイルピーンの気候 | ノイルピーンの気候 |
| 月                     | 1月                | 2月                | 3月                | 4月                | 5月                | 6月                | 7月                | 8月                | 9月                | 10月               | 11月               | 12月               | 年                 |
| ---------------------- | ------------------ | ------------------ | ------------------ | ------------------ | ------------------ | ------------------ | ------------------ | ------------------ | ------------------ | ------------------ | ------------------ | ------------------ | ------------------ |
| 平均最高気温 °C （°F） | 1.7 (35.1)         | 3.5 (38.3)         | 8.1 (46.6)         | 13.5 (56.3)        | 19.1 (66.4)        | 22.4 (72.3)        | 23.6 (74.5)        | 23.4 (74.1)        | 19.2 (66.6)        | 13.7 (56.7)        | 7.1 (44.8)         | 3.0 (37.4)         | 13.19 (55.76)      |
| 平均最低気温 °C （°F） | −3.4 (25.9)        | −2.7 (27.1)        | 0.0 (32)           | 3.4 (38.1)         | 8.0 (46.4)         | 11.5 (52.7)        | 13.0 (55.4)        | 12.7 (54.9)        | 9.8 (49.6)         | 6.0 (42.8)         | 1.7 (35.1)         | −1.7 (28.9)        | 4.86 (40.74)       |
| 降水量 mm （inch）     | 44 (1.73)          | 38 (1.5)           | 38 (1.5)           | 44 (1.73)          | 56 (2.2)           | 69 (2.72)          | 52 (2.05)          | 60 (2.36)          | 46 (1.81)          | 36 (1.42)          | 47 (1.85)          | 55 (2.17)          | 585 (23.04)        |
| 平均降水日数           | 10                 | 9                  | 8                  | 9                  | 8                  | 9                  | 10                 | 9                  | 8                  | 8                  | 9                  | 9                  | 106                |
| % 湿度                 | 88                 | 84                 | 77                 | 71                 | 69                 | 71                 | 71                 | 73                 | 79                 | 84                 | 86                 | 89                 | 78.5               |
| 平均月間日照時間       | 1.1                | 2.2                | 3.7                | 5.2                | 7.3                | 7.3                | 7.1                | 6.9                | 4.9                | 3.1                | 1.3                | 0.9                | 51                 |
| 出典：wetterkontor.de  |                    |                    |                    |                    |                    |                    |                    |                    |                    |                    |                    |                    |                    |